# Port-Launay
Port-Launay [pɔʁlonɛ] (en breton : Meilh-ar-Wern) signifiant « Moulin-de-l'aulnaie ») est une commune du département du Finistère, dans la région Bretagne, en France. Elle est traversée par l'Aulne.

## Géographie

### Localisation
| Saint-Ségal | Saint-Ségal | Saint-Ségal |
| Saint-Ségal | Port-Launay | Châteaulin  |
| Châteaulin  | Châteaulin  | Châteaulin  |

### Relief et hydrographie
| - Carte topographique de la commune de Port-Launay. |

Port-Launay est une commune située sur la rive droite, à cet endroit en situation de rive concave, de l'estuaire de l'Aulne, au débouché du Canal de Nantes à Brest dans le fond de la rade de Brest. Port-Launay fait partie du parc naturel régional d'Armorique.
Sa superficie est toute petite (2 km2), le finage communal étant limité à l'ouest par l'Aulne, et ne comprend en dehors du bourg, étiré le long de l'Aulne, que quelques hameaux (Lanvaïdic au nord, Roz Lezabennec à l'est). En dépit de sa petitesse, la commune possède un relief accidenté car la vallée de l'Aulne est très encaissée : si le bourg et les rives de l'Aulne se trouvent à 5 mètres d'altitude, celle-ci atteint 86 mètres près du hameau de Lanvaïdic et 72 mètres à Lezabennec, les deux hameaux étant séparés par un vallon affluent de l'Aulne lui-même très encaissé, emprunté par la D 48A. Seules deux communes sont limitrophes de Port-Launay : Châteaulin, qui l'enserre à l'est, au sud et à l'ouest (rive gauche de l'Aulne) et Saint-Ségal au nord.
Port-Launay a été dans la seconde moitié du XIXe siècle et le début du XXe siècle un port fluvio-maritime important, au débouché du Canal de Nantes à Brest sur la rade de Brest. La commune était aussi traversée par l'ancienne RN 170 qui reliait Quimper à Brignogan-Plages via Châteaulin, Daoulas et Landerneau ; c'est l'actuelle D 770. La voie express RN 165 de Nantes et Quimper à Brest passe à proximité, deux échangeurs (Pouillot et Ty-Raden) desservant la commune, mais ne passe pas sur son territoire. La voie ferrée Brest - Quimper traverse par un viaduc franchissant l'Aulne la partie occidentale de la commune, mais Port-Launay n'a jamais été desservi par une gare de cette ligne, la plus proche étant celle de Châteaulin.

### Hydrographie

#### Réseau hydrographique
Pour un article plus général, voir Réseau hydrographique du Finistère.
La commune est située dans le bassin Loire-Bretagne. Elle est drainée par l'Aulne, le canal de Nantes à Brest et divers autres petits cours d'eau,.
L'Aulne, d'une longueur de 144 km, prend sa source dans la commune de Lohuec et se jette  dans la rade de Brest en limite de Landévennec et de Rosnoen, après avoir traversé 27 communes. 
Le canal de Nantes à Brest est un canal, chenal et un estuaire et un cours d'eau naturel navigable sur une grande partie de son cours, d'une longueur de 364 km. Il prend sa source dans la commune de Nort-sur-Erdre et se jette  dans la Loire à Nantes. 

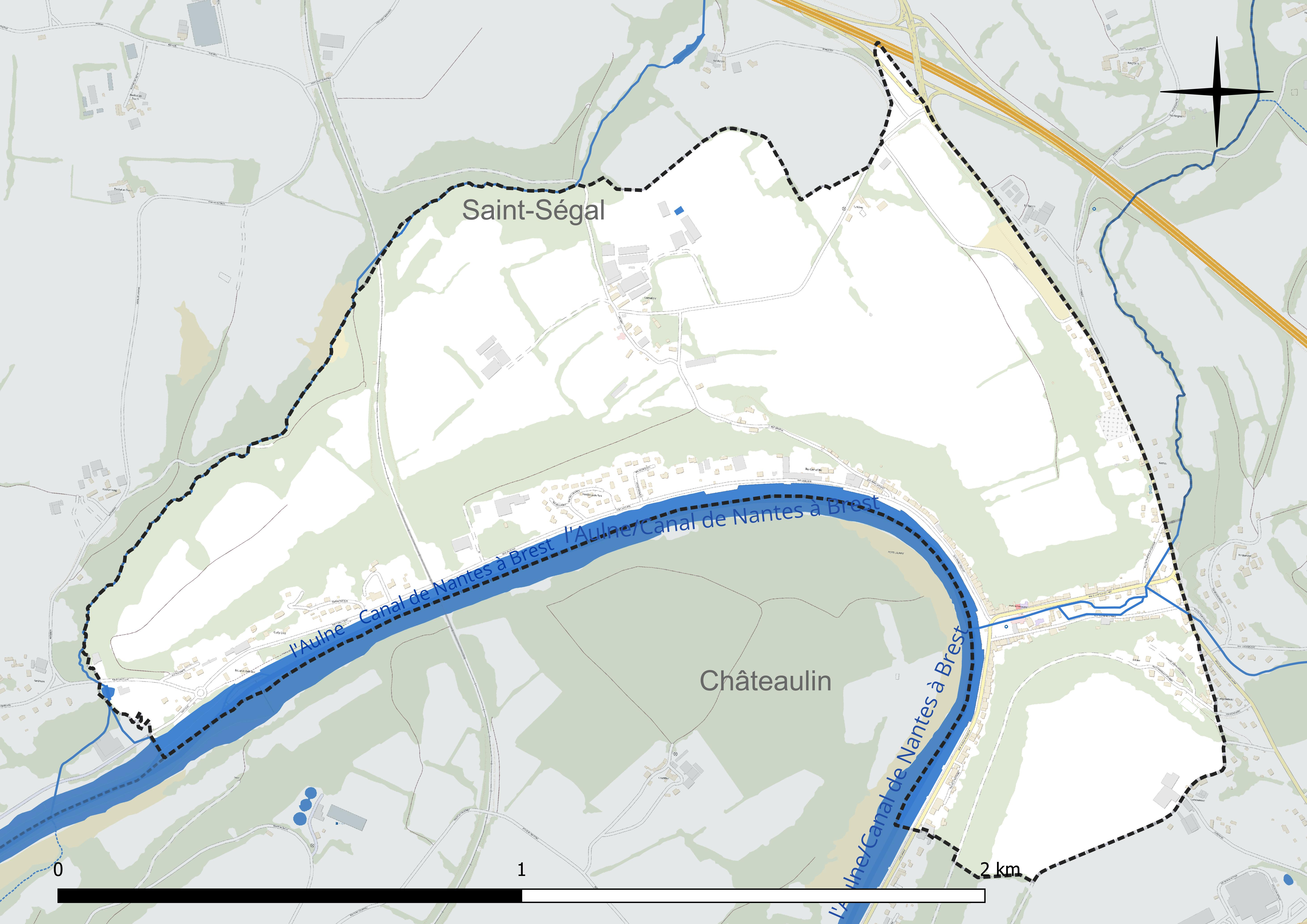
Réseau hydrographique de Port-Launay.

#### Crues de l'Aulne
En raison de sa situation dans le lit majeur de l'Aulne, le bourg de Port-Launay est exposé à des inondations chroniques (par exemple en 1879), les dernières inondations importantes étant survenues en janvier 1995, décembre 2000 et pendant l'hiver 2013-2014 (24 et 25 décembre 2013 ; 2 et 8 janvier 2014 et février 2014). Le PPRI de Châteaulin, Port-Launay et Saint-Coulitz (Aulne-aval) a été approuvé par arrêté préfectoral le 12 janvier 2005.

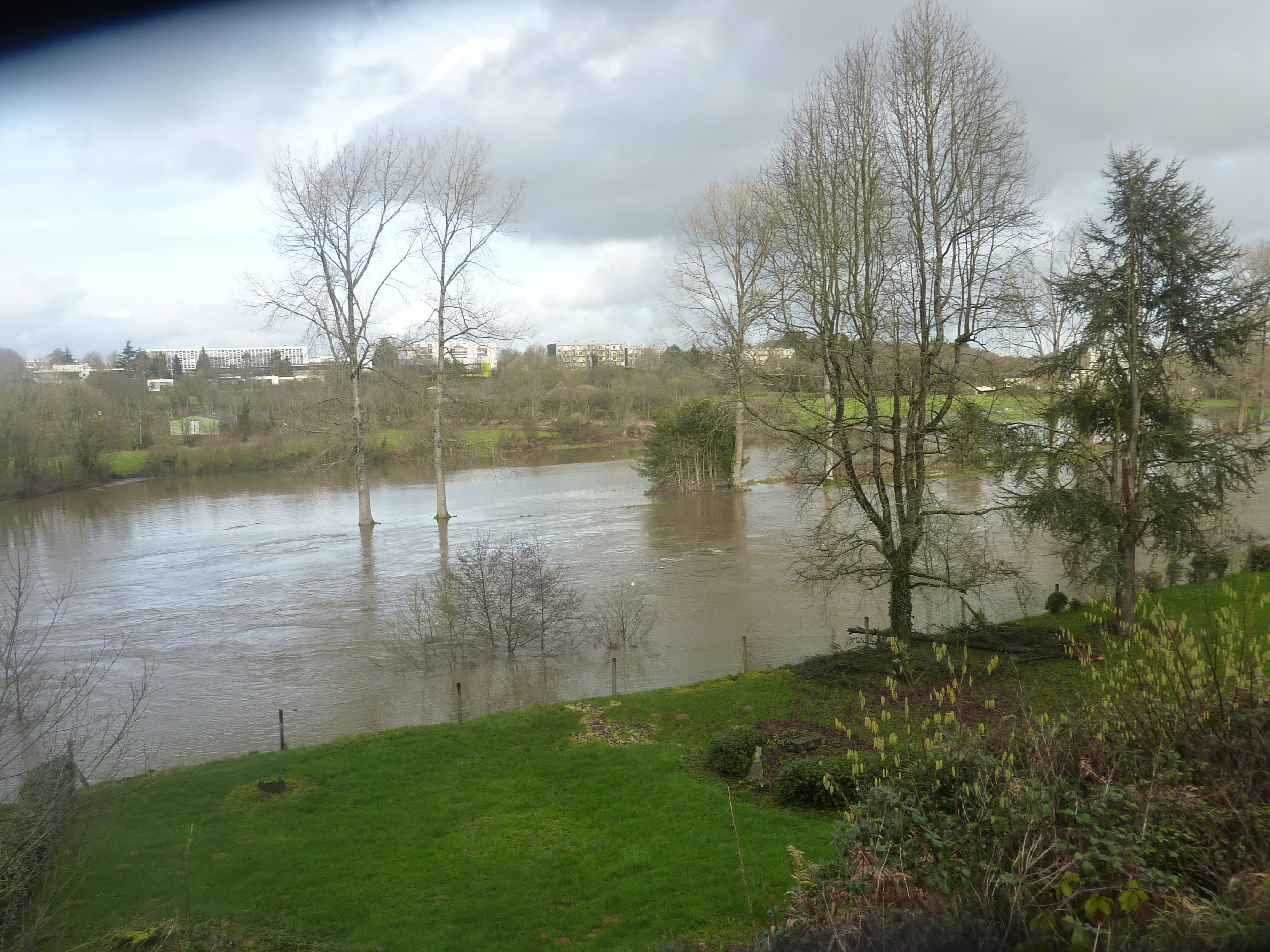
Les inondations du 7 février 2014 : l'Aulne en crue dans la campagne entre Châteaulin et Port-Launay.
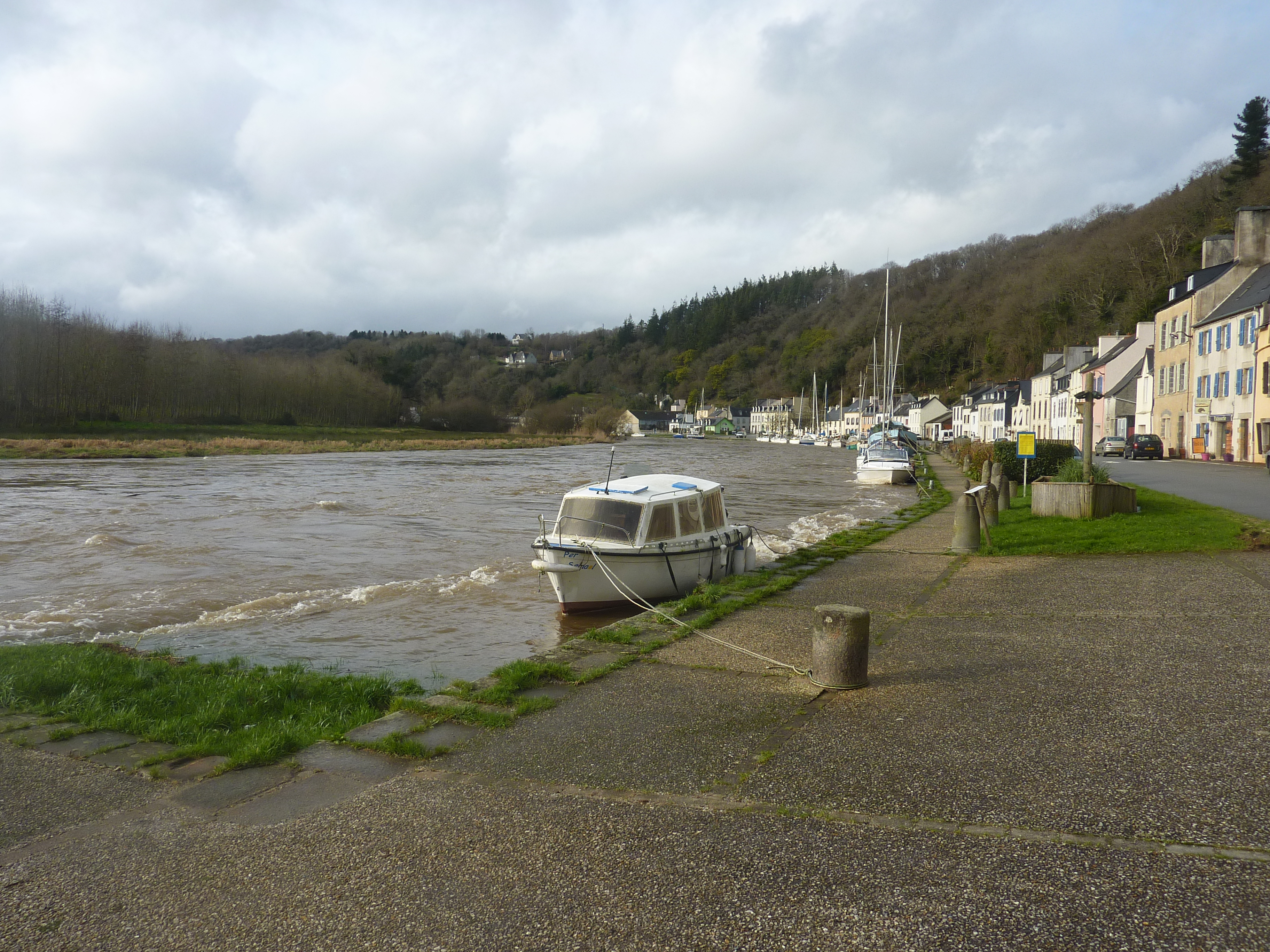
L'Aulne en crue à Port-Launay (7 février 2014).
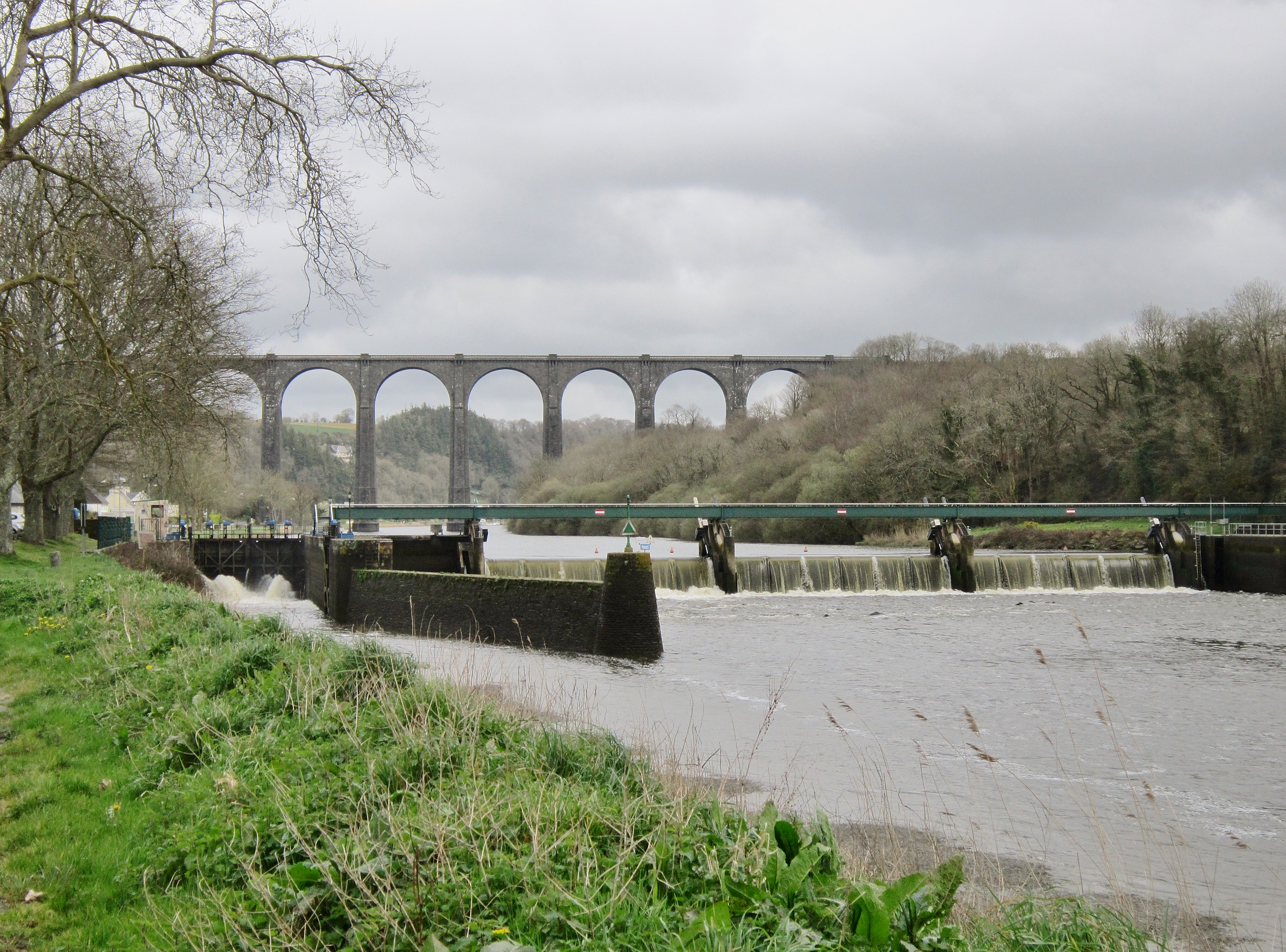
L'écluse de Guily Glaz (dernière écluse avant l'Aulne maritime) et le viaduc ferroviaire (ligne de Landerneau à Quimper).
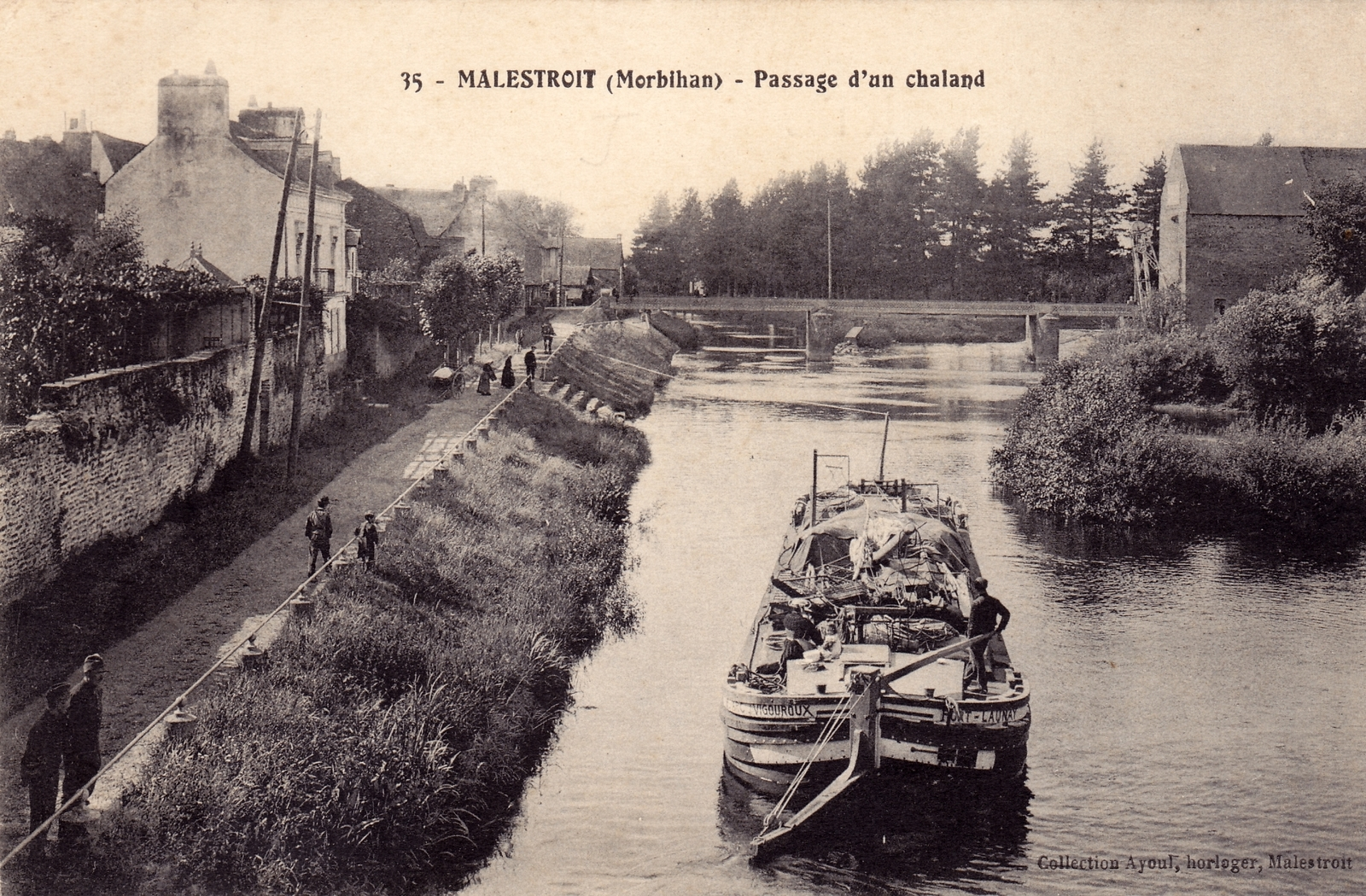
Passage du chaland Jeanne-d'Arc appartenant à Yves Vigouroux (de Port-Launay) à Malestroit sur l'Oust (Canal de Nantes à Brest) dans la décennie 1920.

### Climat
Pour des articles plus généraux, voir Climat de la Bretagne et Climat du Finistère.
En 2010, le climat de la commune est de type climat océanique franc, selon une étude du CNRS s'appuyant sur une série de données couvrant la période 1971-2000. En 2020, Météo-France publie une typologie des climats de la France métropolitaine dans laquelle la commune est exposée à un climat océanique et est dans la région climatique  Finistère nord, caractérisée par une pluviométrie élevée, des températures douces en hiver (6 °C), fraîches en été et des vents forts. Parallèlement l'observatoire de l'environnement en Bretagne publie en 2020 un zonage climatique de la région Bretagne, s'appuyant sur des données de Météo-France de 2009. La commune est, selon ce zonage, dans la zone « Monts d'Arrée », avec des hivers froids, peu de chaleurs et de fortes pluies.  
Pour la période 1971-2000, la température annuelle moyenne est de 11,3 °C, avec  une amplitude thermique annuelle de 10,6 °C. Le cumul annuel moyen de précipitations est de 1 163 mm, avec 15,5 jours de précipitations en janvier et 8,1 jours en juillet. Pour la période 1991-2020, la température moyenne annuelle observée sur la station météorologique la plus proche, située sur la commune de Saint-Ségal à 2 km à vol d'oiseau, est de 11,8 °C et le cumul annuel moyen de précipitations est de 1 126,1 mm,. Pour l'avenir, les paramètres climatiques de la commune estimés pour 2050 selon différents scénarios d'émission de gaz à effet de serre sont consultables sur un site dédié publié par Météo-France en novembre 2022.

## Urbanisme

### Typologie
Au 1er janvier 2024, Port-Launay est catégorisée commune rurale à habitat dispersé, selon la nouvelle grille communale de densité à 7 niveaux définie par l'Insee en 2022.
Elle appartient à l'unité urbaine de Châteaulin, une agglomération intra-départementale dont elle est une commune de la banlieue,. Par ailleurs la commune fait partie de l'aire d'attraction de Pleyben - Châteaulin, dont elle est une commune du pôle principal,. Cette aire, qui regroupe 18 communes, est catégorisée dans les aires de moins de 50 000 habitants,.

### Occupation des sols
L'occupation des sols de la commune, telle qu'elle ressort de la base de données européenne d'occupation biophysique des sols Corine Land Cover (CLC), est marquée par l'importance des territoires agricoles (50,7 % en 2018), une proportion identique à celle de 1990 (50,7 %). La répartition détaillée en 2018 est la suivante : 
zones agricoles hétérogènes (28,5 %), forêts (27,4 %), zones urbanisées (21,9 %), terres arables (21,9 %), prairies (0,4 %). L'évolution de l'occupation des sols de la commune et de ses infrastructures peut être observée sur les différentes représentations cartographiques du territoire : la carte de Cassini (XVIIIe siècle), la carte d'état-major (1820-1866) et les cartes ou photos aériennes de l'IGN pour la période actuelle (1950 à aujourd'hui).

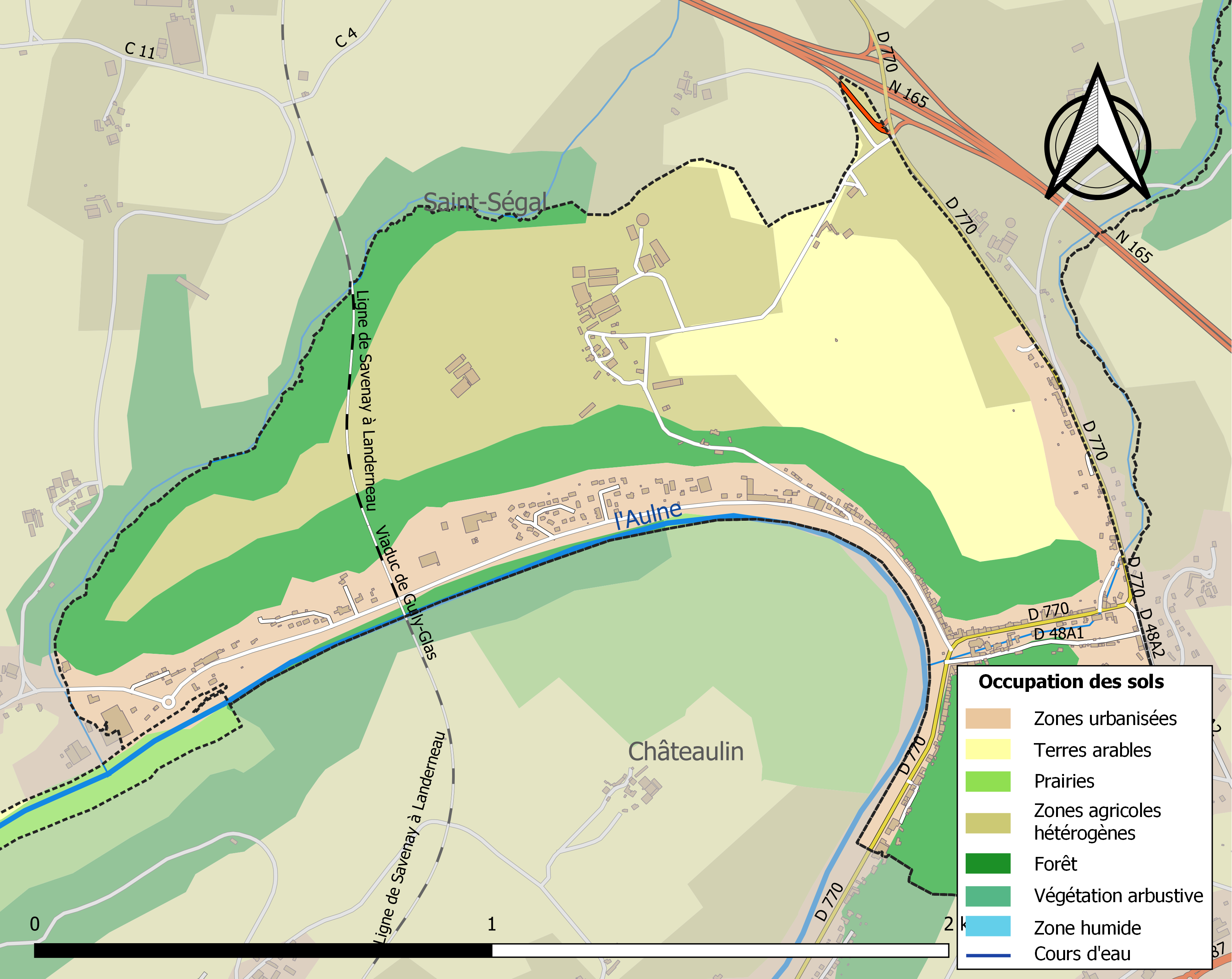
Carte des infrastructures et de l'occupation des sols de la commune en 2018 (CLC).

## Toponymie
Le nom de la localité est attesté sous les formes Melin an Guern (« Port de mer »), Moulins de Launay en 1539, Port de Launay en 1639.
Le nom de Port-Launay provient de meilh ar wern (moulin des aulnes), nom que portait un moulin à marée qui existait au bord de l'Aulne soumise à cet endroit aux marées avant la construction de l'écluse de Guily Glaz. Une autre hypothèse est que Port-Launay signifie tout simplement le « port de l'Aulne ».

## Histoire

### Époque moderne

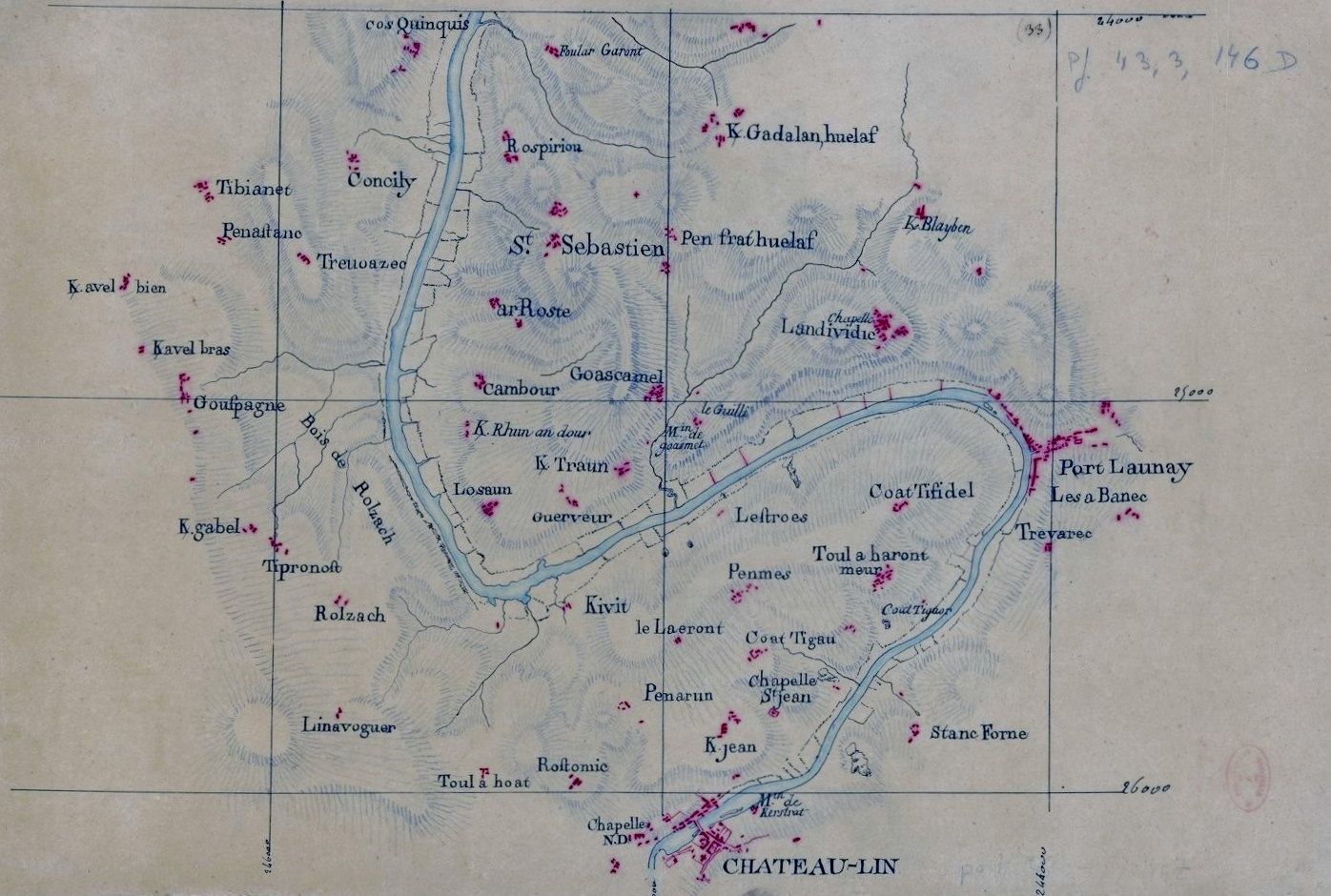
Carte de la région de Port-Launay publiée entre 1771 et 1785.

En 1672, Albert Jouvin de Rochefort écrit, parlant de Châteaulin : « Ce bourg est considérable pour deux choses : l'une pour ce qu'il y a des perrières d'ardoise très fine qu'on vient quérir des pays étrangers par mer (...) et l'autre pour la grande pesche des saulmons ». Dès 1760 des navires viennent nombreux y prendre des chargements d'ardoises. Vers 1780, trois châteaulinois (Montalembert, Vautier, Lelièvre) s'associent pour exploiter des perrières d'ardoises dans la région et engagent une cinquantaine d'ouvriers venus des Ardennes ; d'autres ouvriers ardennais travaillent aussi à l'époque dans la carrière de Guily-Graz à Port-Launay ; des carrières sont aussi au XVIIIe siècle exploitées à Saint-Coulitz, Saint-Ségal, Lothey, Pleyben, le long de l'Aulne, les ardoises produites servant entre autres à couvrir les constructions de la marine royale dans le port de Brest, mais étant exportées jusqu'en Normandie par petits caboteurs à partir de Port-Launay (dès 1760, les navires y viennent nombreux prendre des chargements d'ardoises bretonnes, notamment car « la perryère de Guilyplas située à un kilomètre en aval et exploitée par les gens du pays fourni des matériaux d'exportation très prisés » ; en 1840, par exemple, 6 000 tonnes d'ardoises embarquent à Port-Launay à destination des ports de la rade de Brest et de la Manche).
Le 7 avril 1744 le Saint-Yves, de Port-Launay, s'échoua à Penhors, à la suite d'un abordage avec un navire hollandais.
Selon Louis Charpentier, dans une monographie intitulée "De Funnay à Ty Mur. Mémorable aventure d'Escailleurs ardennais qui s'en furent au pays d'Armor, exploiter les pierres d'ardoises", vers 1777 des Ardennais, venant principalement de la région de Fumay, vinrent trouver du travail dans les ardoisières de la vallée de l'Aulne, apportant avec eux l'art de mieux tailler l'ardoise. Dans l'impossibilité de trouver leur lieu réel d'origine, P.-A. Limon les surnomme "Parisiens" dans son livre "Usages et règlements locaux en vigueur dans le Finistère" publié en 1857, et les ardoises bretonnes furent surnommées "parisiennes". Cette immigration concerna principalement les communes de Port-Launay, Châteaulin, Lopérec, Saint-Coulitz, Pleyben, Lothey, Gouézec, Lennon, Spézet, Motreff, Châteauneuf-du-Faou et Saint-Goazec. Les noms de famille se sont transformés au fil du temps : les Waslet sont devenus Voachelet, Les Lefèvre sont devenus Lefeuvre, les Bouchy Bouché, etc..

### Révolution française
Par la loi du 18 juillet 1792, la paroisse de Châteaulin est agrandie, annexant des hameaux qui dépendaient jusque-là de la paroisse de Saint-Ségal (« le Port Launay et dépendances, les villages de Lauvaidic, Tyraden, Tynevez, Coscannec, Krendraon et Kerpleiben »).

### LeXIXesiècle

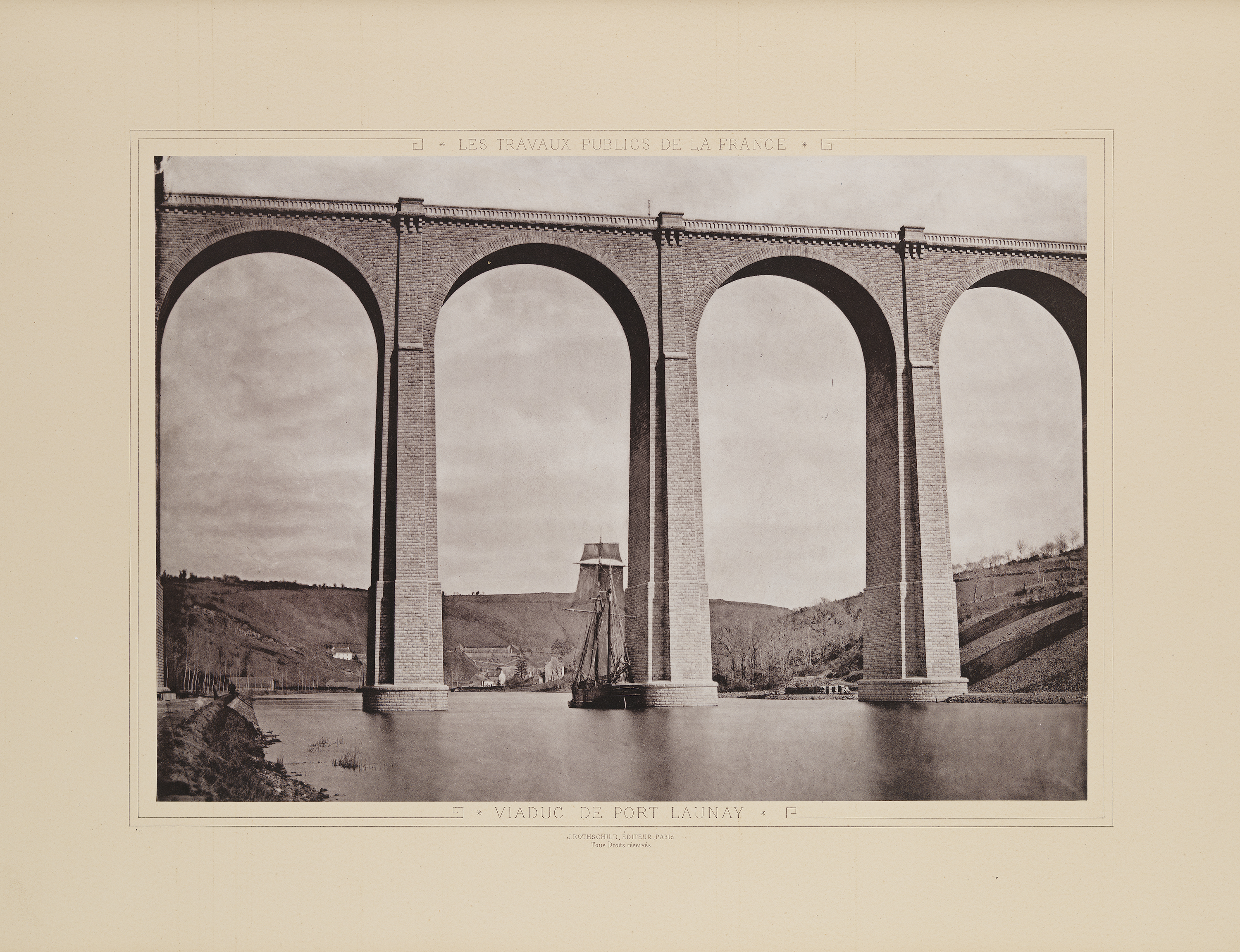
Le viaduc ferroviaire de Port-Launay en 1883 (photographie de Jules Duclos)

#### Les créations de la commune et de la paroisse de Port-Launay
Une ordonnance royale du 15 juillet 1840 crée la commune de Port-Launay, formée à partir de territoires pris d'une part à Saint-Ségal, d'autre part à Châteaulin, après cinq années de démarches et consultations diverses ; Joseph Marzin est le premier maire, nommé par le Préfet du Finistère, de la nouvelle commune. Mais ce n'est que le 15 septembre 1846, en raison de l'opposition des curés et des conseils de fabrique de Saint-Ségal et Châteaulin qui craignent une baisse de leurs revenus, qu'est créée, aussi par ordonnance royale, la paroisse de Port-Launay dont le premier curé, nommé en 1847, est M. Quéinec.

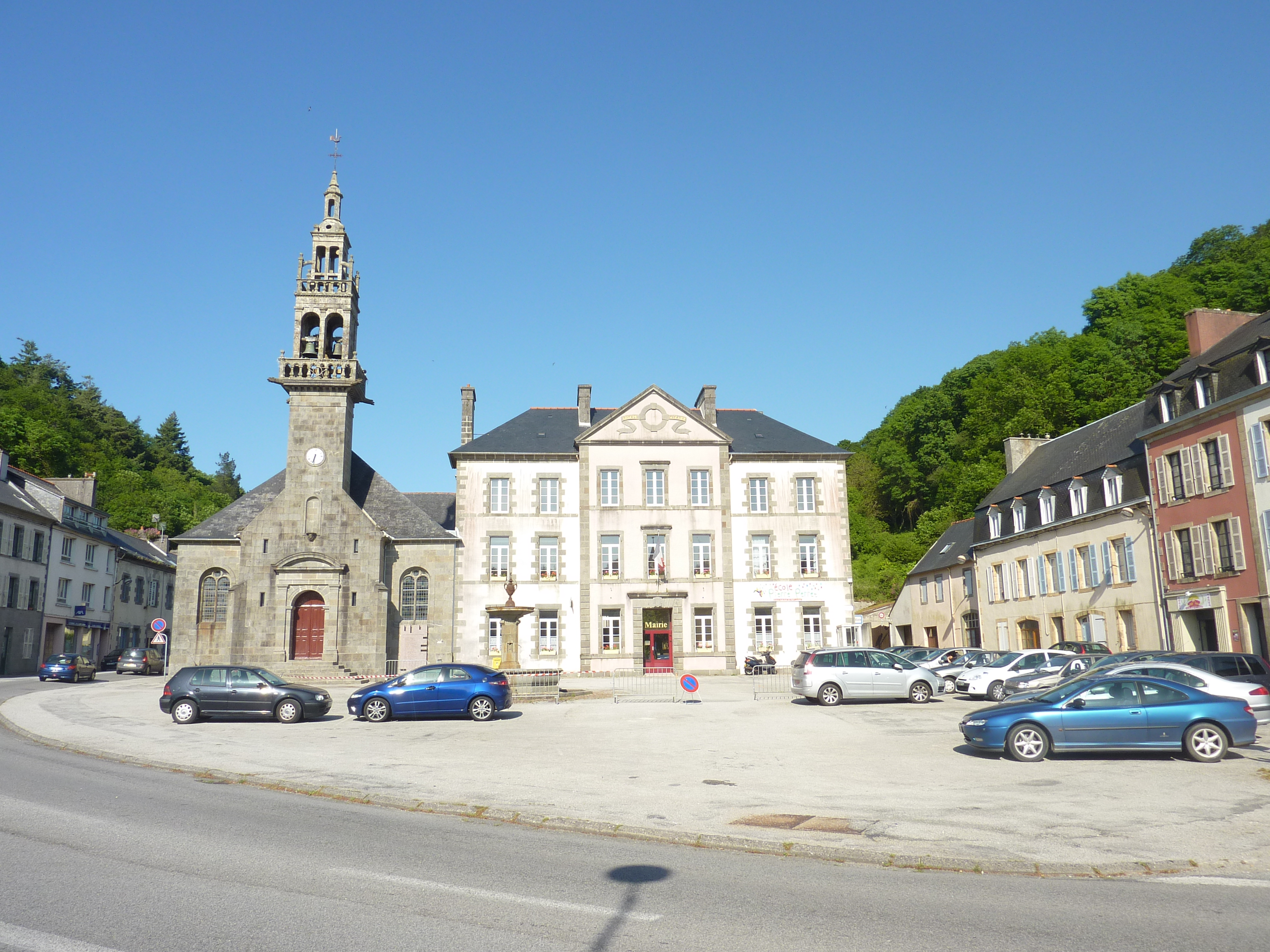
L'église paroissiale Saint-Nicolas et la mairie-école.

La chapelle Saint-Nicolas étant trop petite pour la nouvelle paroisse (dépendante jusque-là de la paroisse de Saint-Ségal, elle n'avait que 4,5 mètres de large), une église paroissiale consacrée aussi à saint Nicolas, de style néoclassique, avec un clocher de style néo-Renaissance, est construite, à l'initiative de l'abbé Salaün (qui fut aussi à l'origine de la crèche de Noël en 1853) à l'emplacement de cette chapelle alors détruite, par Joseph Bigot entre 1854 et 1858.
La mairie-école de Port-Launay est construite en 1860.

#### La construction du canal de Nantes à Brest et ses conséquences

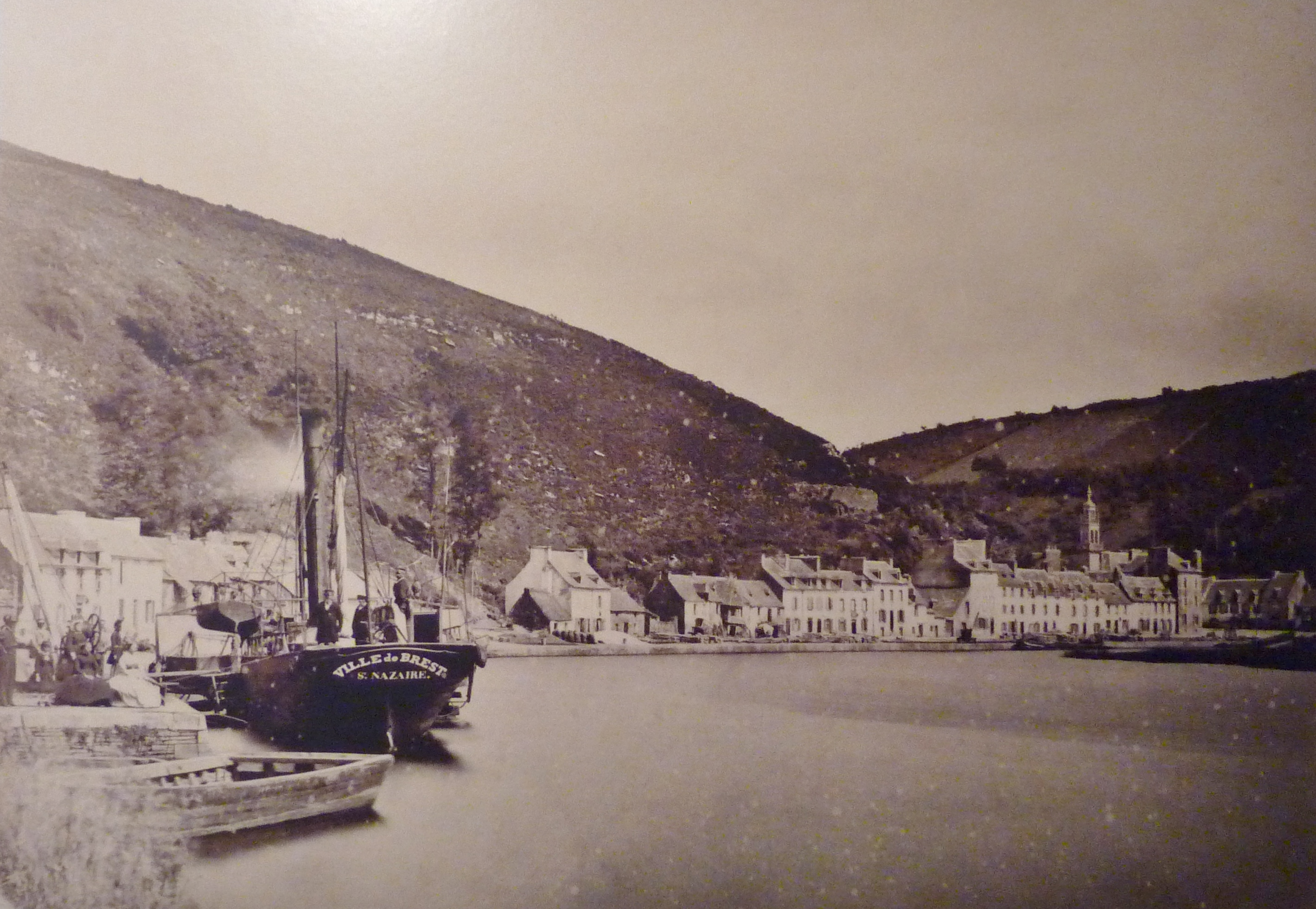
Port-Launay vers 1865 (photographie de Jules Duclos, musée de Bretagne)

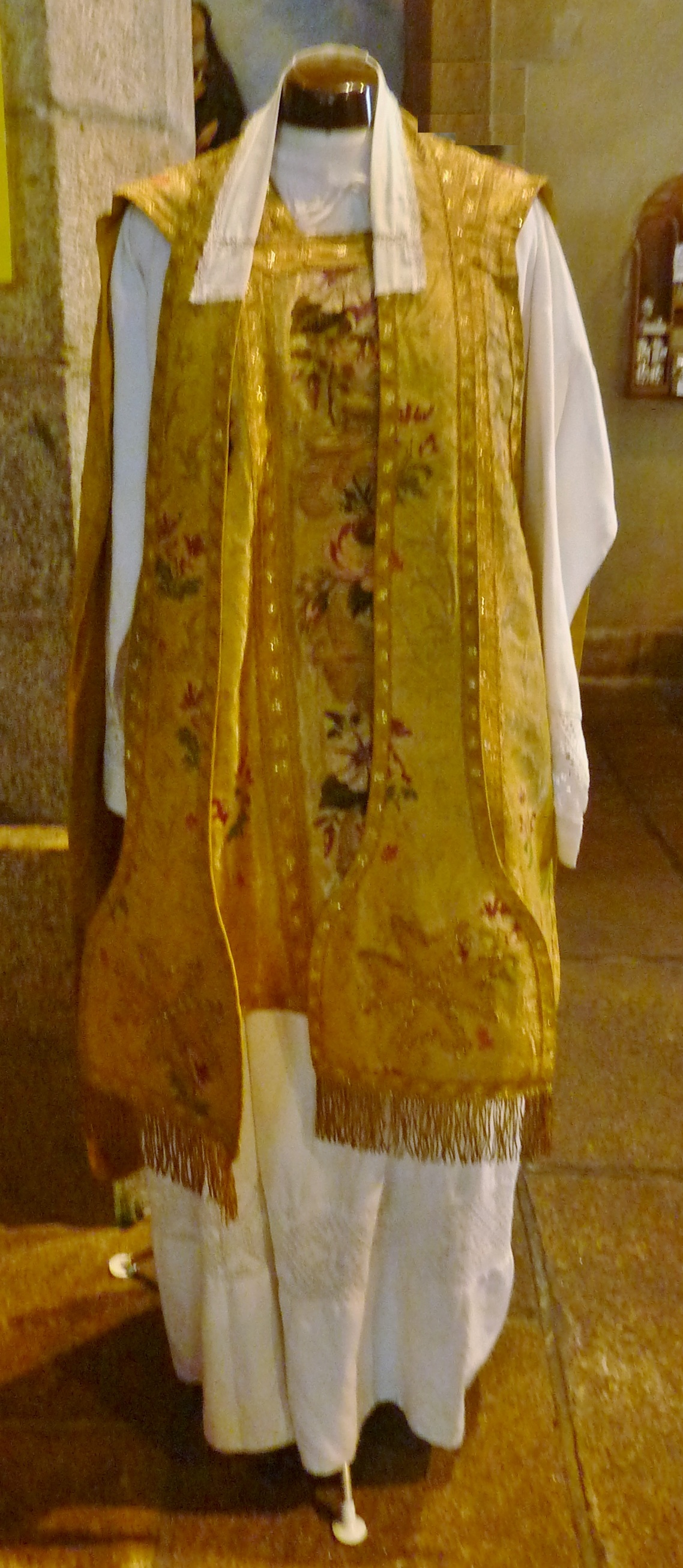
Chasuble offerte par l'empereur Napoléon III et l'impératrice Eugénie en 1858

La construction du canal de Nantes à Brest, ouvert en 1842, va faciliter le transport des ardoises, qui seront acheminées principalement par cet axe navigable jusqu'en 1914 et provoquer l'ouverture de nouvelles carrières plus en amont à Pont-Coblant en Gouézec, à Châteauneuf-du-Faou, à Saint-Goazec, à Spézet. Situé au débouché du canal de Nantes à Brest, Port-Launay joue historiquement le rôle d'une passerelle entre les activités du centre Bretagne et la mer. Historiquement, le port n'a qu'une activité modeste au XVIe siècle. Les premiers quais sont aménagés en 1803 et Port-Launay, "commune née grâce au canal de Nantes à Brest" est officiellement fondée en 1840 en utilisant des portions de Châteaulin et de Saint-Ségal.

La jonction du canal de Nantes à Brest en 1842 permet au port de devenir le débouché ardoisier de l'Argoat et l'évolution du port est un réel baromètre des activités de l'axe productif ardoisier central de la Bretagne. En 1857, l'inauguration d'un nouveau bassin à flot marque le succès temporaire de l'entreprise et prépare l'apogée d'une commune concernée alors par l'arrivée d'une colonie d'Ardennais (926 habitants en 1851, 1115 habitants en 1881). Port-Launay devient au milieu du XIXe siècle le deuxième port du Finistère avec une activité presque exclusivement ardoisière (par exemple entre le 18 et le 25 juin 1857 13 bateaux quittent Port-Launay, tous chargés d'ardoises).
En 1858 Napoléon III et l'impératrice Eugénie passent par Port-Launay pour l'inauguration de l'écluse maritime de Guily-Glaz et offrent une chasuble au curé de la paroisse.
En 1867 est classé chemin d'intérêt commun (route départementale) la route Port-Launay - Pleyben - Le Cloître-Pleyben - Plonévez-du-Faou - Collorec, son aménagement étant important pour les agriculteurs qui viennent s'approvisionner en amendements calcaires à Port-Launay.

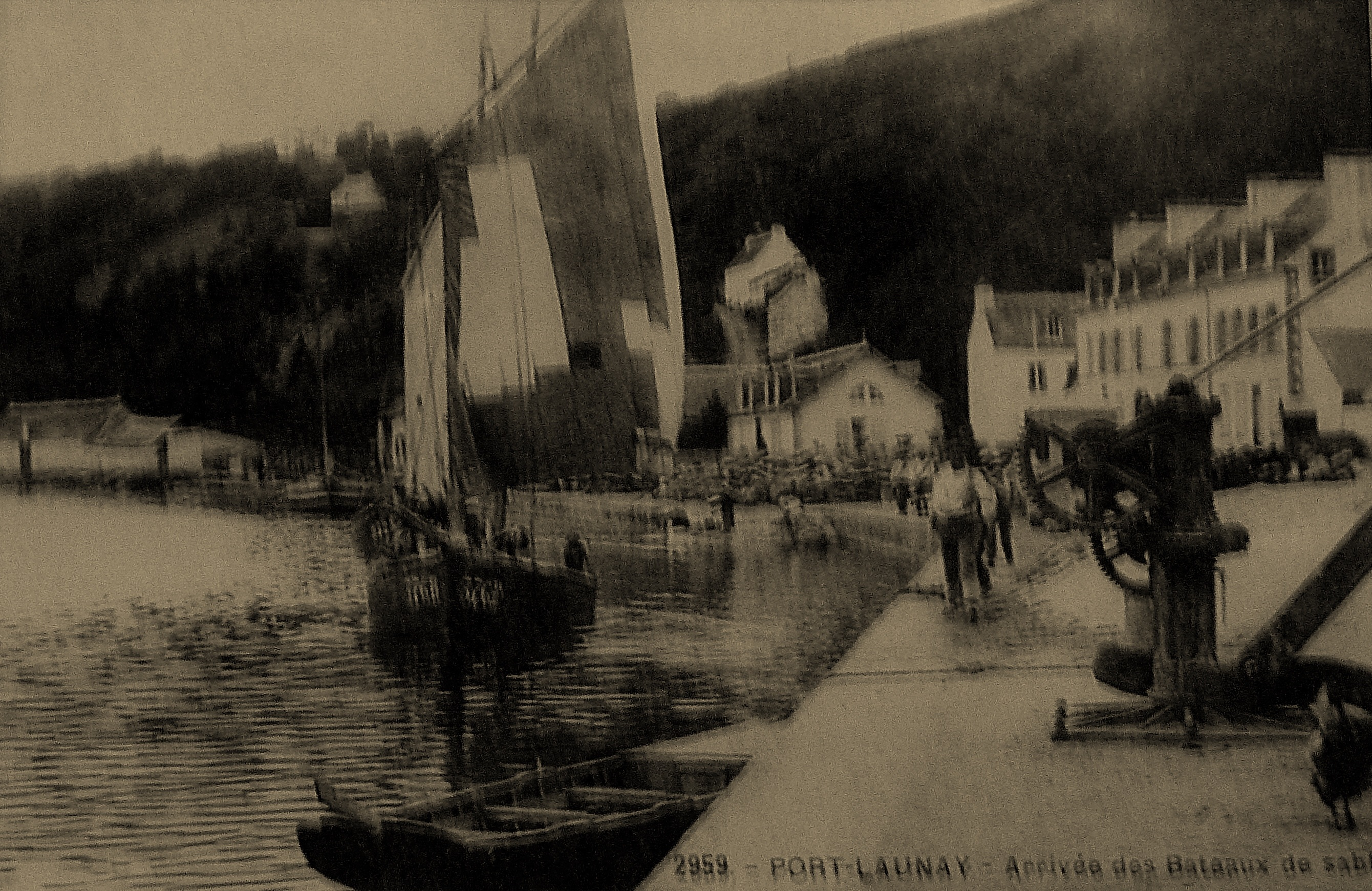
Le port de Port-Launay à la fin du XIXe siècle : arrivée des bateaux de sable
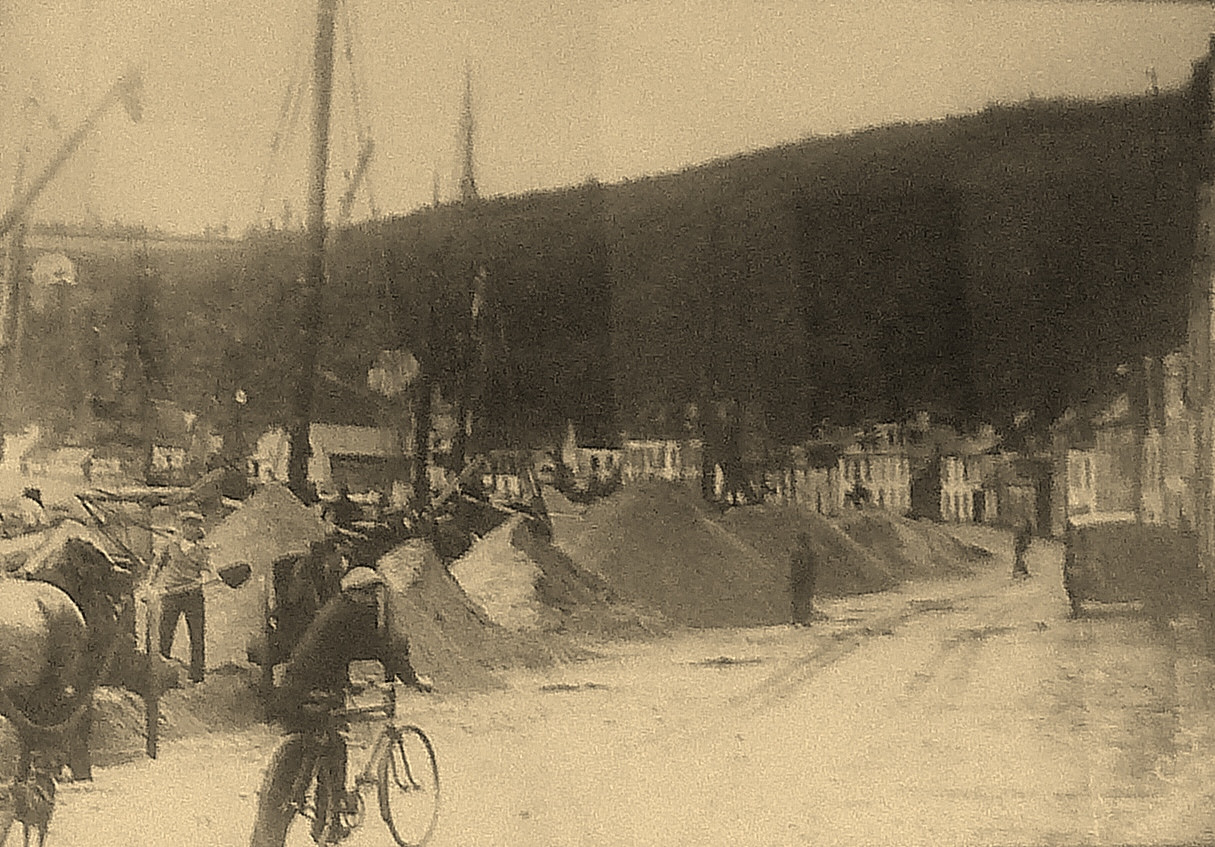
Le port de Port-Launay à la fin du XIXe siècle : les tas de sable sur le quai
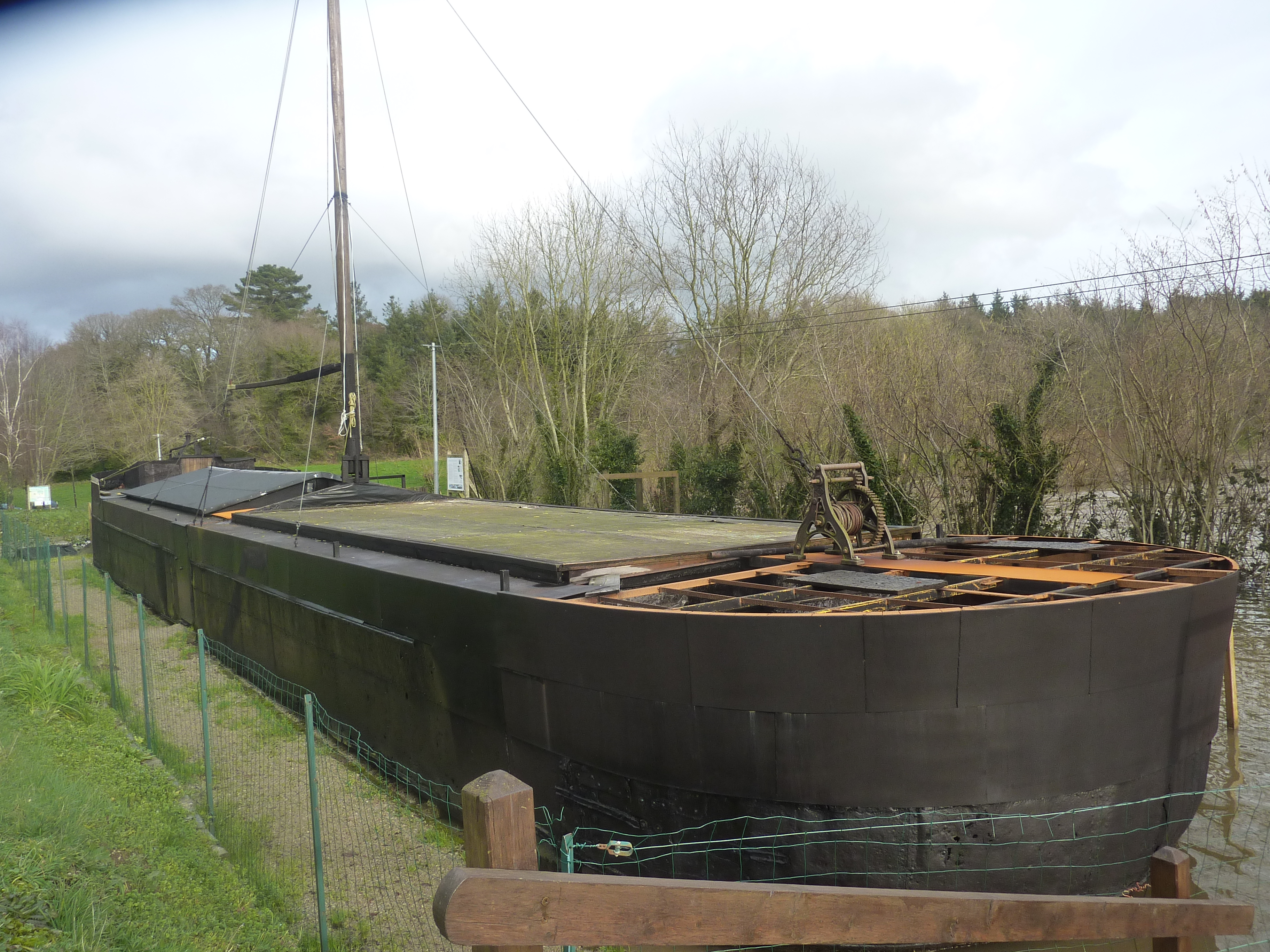
Le chaland "Victor", qui appartint à un propriétaire de Port-Launay, dernier vestige de la batellerie sur le canal de Nantes à Brest, visitable au pont de Ti-Men)
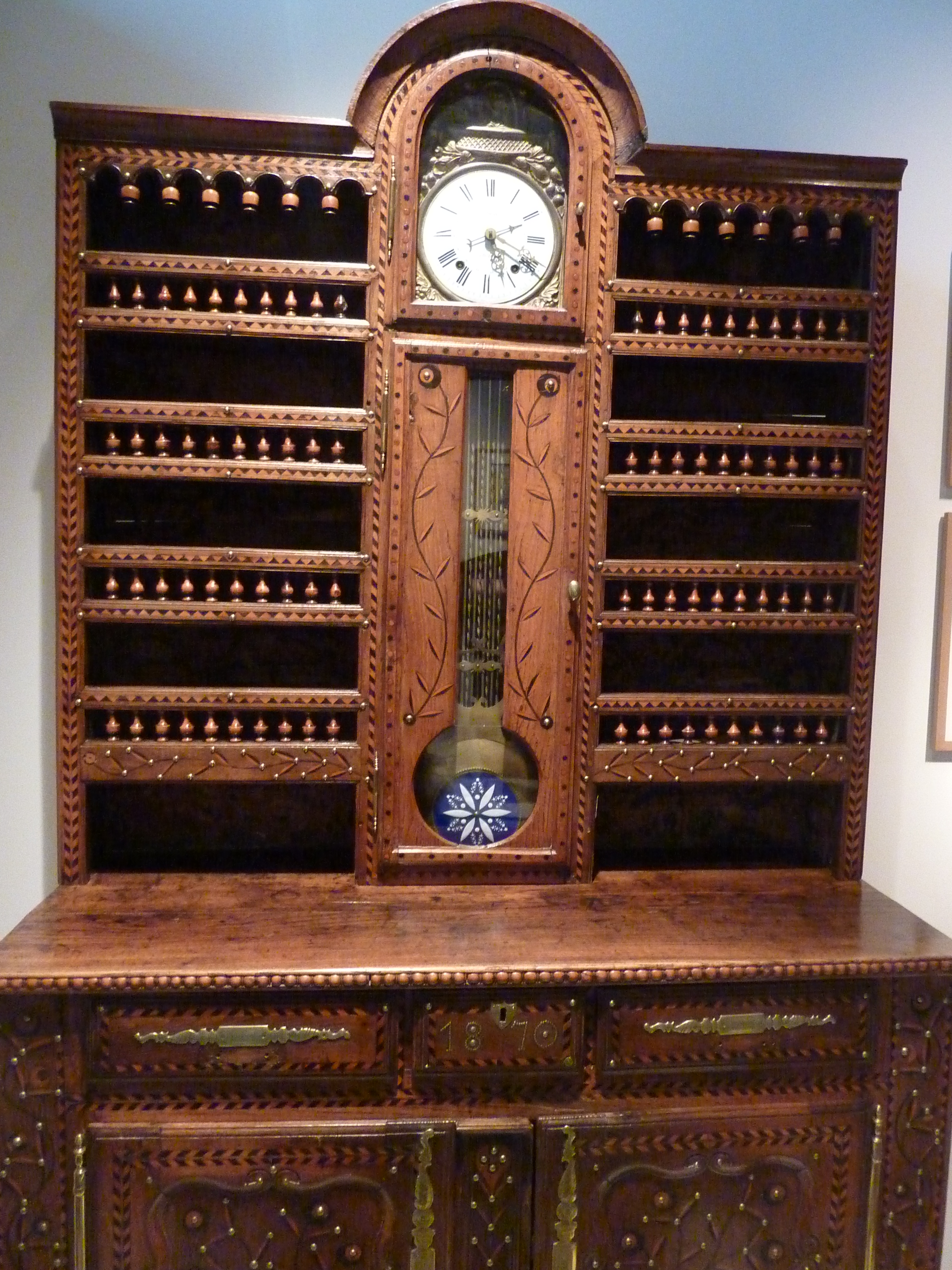
Buffet-vaisselier de Port-Launay (vers 1870, musée de Bretagne, Rennes)

#### Le début du déclin des ardoisières
Dès 1871 le maire de Port-Launay, qui voit la misère progresser, est contraint de demander « un secours pour empêcher 45 familles de mourir de faim ». Il précise : « Depuis la guerre [ Guerre de 1870 ] les femmes et les enfants ne trouvent plus le moindre travail. J'ajouterai que les hommes occupés sur les chalands sont également sans rien trouver à gagner, par suite sans pain. Que vont-ils devenir ? ».
Une certaine activité subsiste toutefois : Victor-Eugène Ardouin-Dumazet décrit Port-Launay vers 1900 : « Le petit port est assez animé, nombre de bateaux chargent dans le bassin les ardoises des carrières voisines »

### Le transport maritime de passagers
Le transport maritime de passagers à travers la Rade de Brest se développe, car, à la belle saison, il permettait d'éviter de longs déplacements sur des routes souvent de mauvaise qualité. Le 24 avril 1841 la compagnie Bouët inaugure un service régulier de passagers reliant Brest à Port-Launay avec escales à Lanvéoc, Landévennec et Dinéault.

### LeXXesiècle

#### La Belle Époque

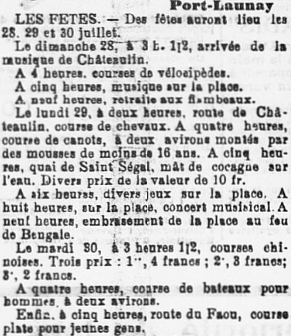
Le programme des Fêtes de Port-Launay organisées en juillet 1901 (journal L'Ouest-Éclair du 24 juillet 1901).
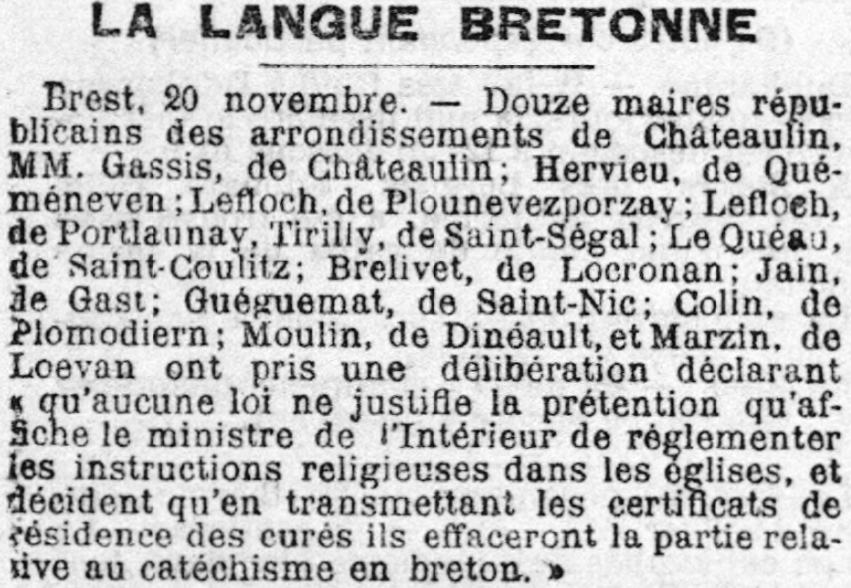
Protestation de 12 maires de l'arrondissement de Châteaulin (dont le maire de Port-Launay) qui déclarent refuser d'indiquer sur les certificats de résidence des curés s'ils utilisent la langue bretonne lors de l'instruction religieuse (catéchisme, sermons).

#### Le déclin des ardoisières
Dès le début du XXe siècle les carrières situées dans le Centre-Bretagne s'appauvrissent, en dehors des ardoisières de Gourin et de ses environs qui bénéficient d'une prospérité relative à cette époque avant de s'effondrer entre 1935 et 1950. Avec l'arrêt presque généralisé de l'exploitation ardoisière en Bretagne, Port-Launay voit son trafic déchoir. Malgré le maintien d'un petit commerce de sable, l'activité de Port-Launay devient au XXe siècle moribonde et la population diminue fortement (1000 habitants en 1880, 395 habitants en 1990). Récemment, on constate un sursaut démographique lié principalement à la proximité de Châteaulin (464 habitants en 1999, 487 habitants selon le recensement de 2006).

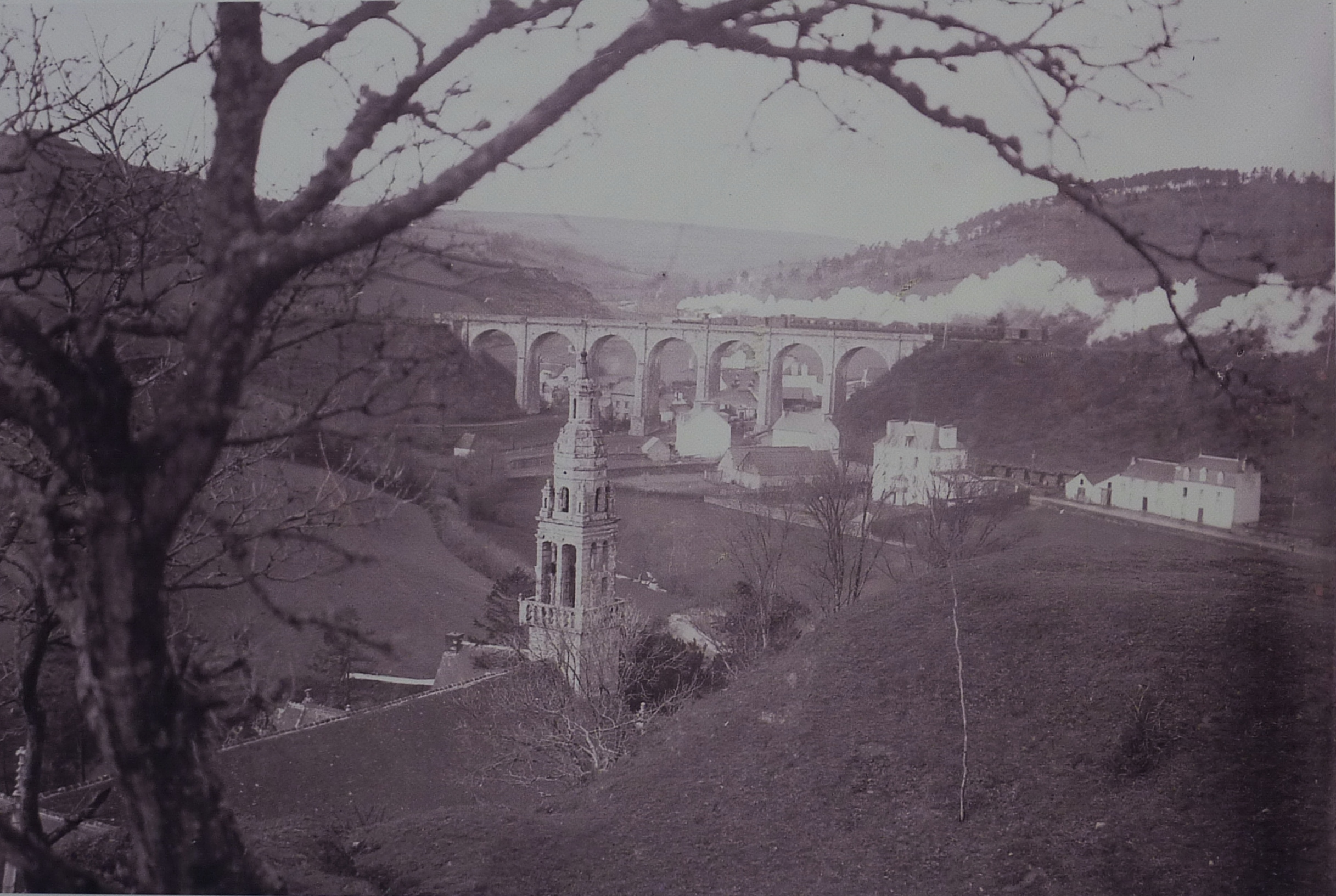
Train passant sur le viaduc ferroviaire de Port-Launay au début du XXe siècle
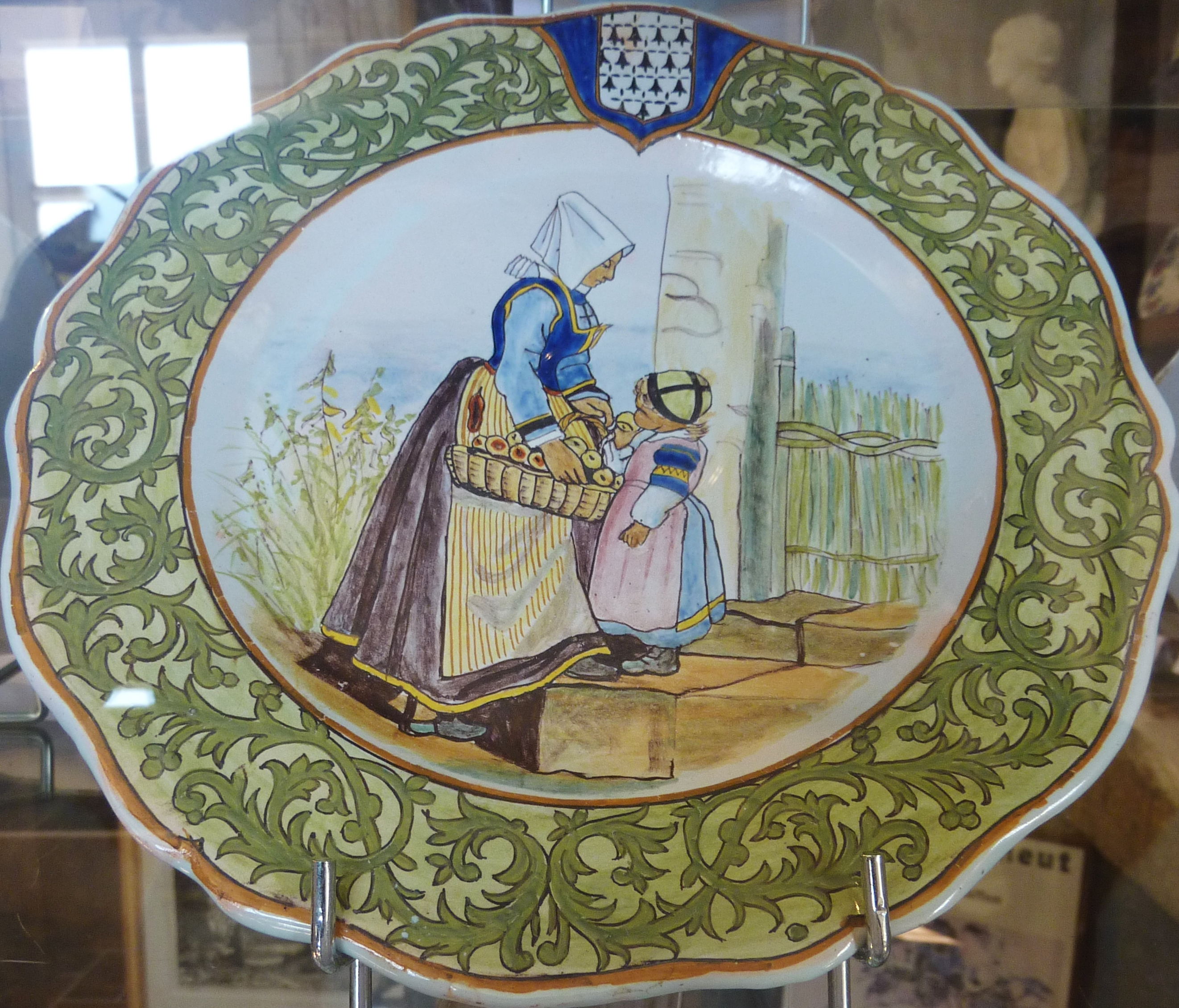
Faïence de Quimper : Femme et enfant au panier de pommes : Port-Launay (musée de Locronan)

#### La Première Guerre mondiale

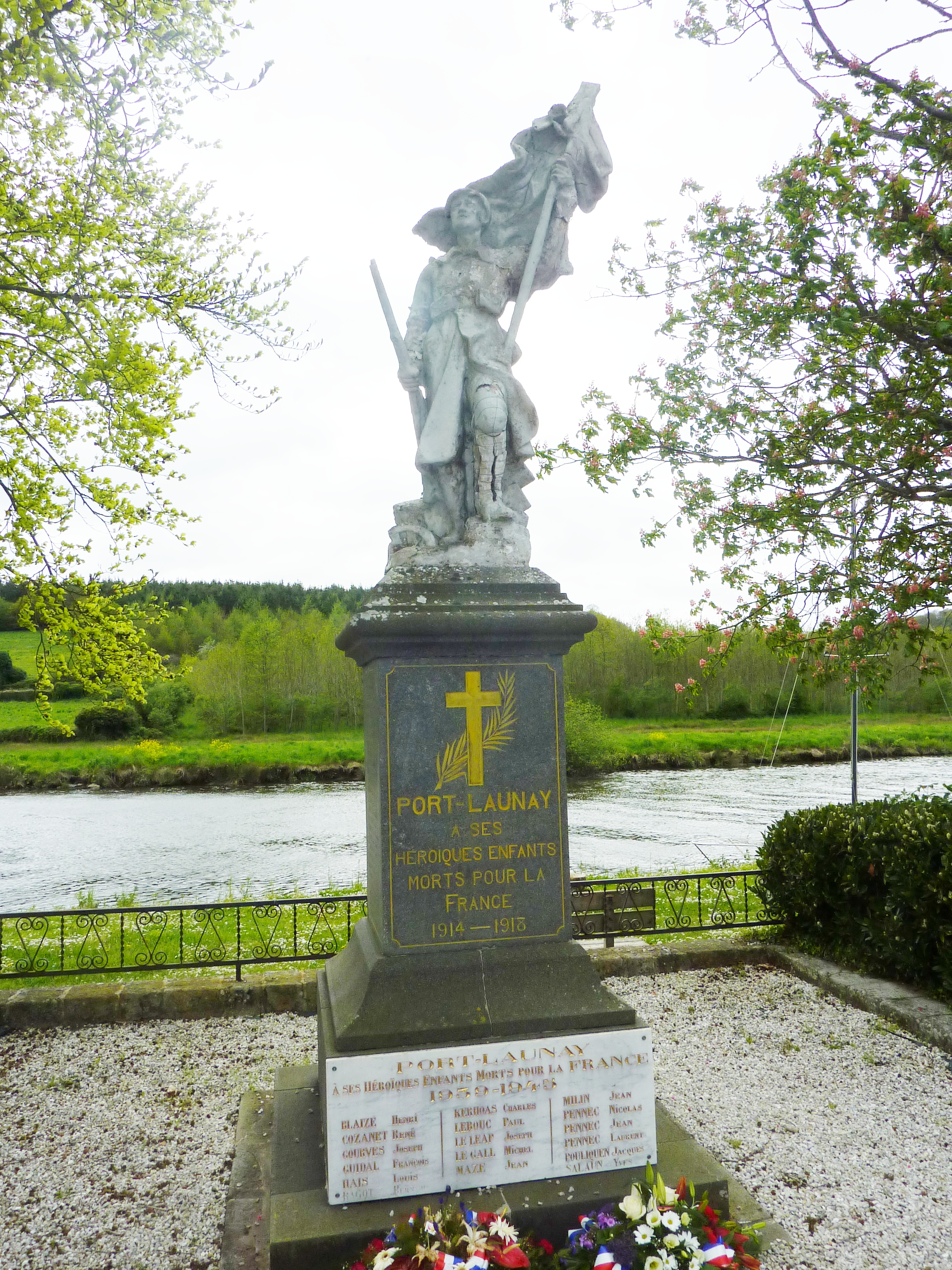
Port-Launay : le monument aux morts

Le monument aux morts de Port-Launay porte les noms de 54 soldats morts pour la France pendant la Première Guerre mondiale. Au moins 6 d'entre eux sont disparus en mer (Yves Caradec, Yves Douguet, Jean Le Pape, Paul Le Pape, Vincent Prigent, Pierre Yvinec, ce dernier étant décoré de la médaille militaire et de la Croix de guerre avec étoile de bronze à titre posthume). La plupart des autres sont des soldats décédés sur le sol français, certains morts des suites des blessures reçues.

#### La voie ferrée Carhaix-Camaret
Port-Launay a été desservi de 1923 à 1967 par une gare de la ligne de chemin de fer à voie étroite allant de Carhaix à Camaret via Châteaulin.

#### La Seconde Guerre mondiale
Le monument aux morts de Port-Launay porte les noms de 16 personnes mortes pour la France pendant la Seconde Guerre mondiale. Parmi elles deux marins disparus en mer (Joseph Le Léap, Laurent Pennec).
Jean Milin, déporté depuis Compiègne le 28 juillet 1944, est mort en déportation au camp de concentration de Neuengamme le 21 avril 1945. René Cozanet, arrêté le 9 avril 1943 pour avoir secouru des aviateurs américains (il était membre du réseau Pat O'Leary), déporté le 1er juillet 1943 depuis la gare de l'Est vers le camp de concentration d'Hinzert, est mort d'épuisement après être resté des heures dans le froid sous les yeux de ses tortionnaires le 9 décembre 1944 au camp de concentration de Gross-Rosen en Silésie.
Jacques Pouliquen est entré en résistance en mars 1944 dès l'âge de 16 ans en étant agent de liaison entre différents groupes de maquisards et participe aux combats du Menez-Hom et de ia Presqu'île de Crozon en septembre 1944 ; il s'engage ensuite dans la Première division d'infanterie motorisée et combat en Alsace, puis passe dans le Bataillon d'infanterie de marine et du Pacifique qui combat alors dans les Alpes ; il est mortellement atteint par une grenade à Manosque le 11 avril 1945. Une plaque commémorative en sa mémoire a été apposée le 8 mai 2023 quai Jacques-Pouliquen à Port-Launay.

### LeXXIesiècle
La vétusté de la mairie-école, construite en 1860, oblige de la démolir, décision prise en octobre 2021.

## Politique et administration

### Liste des maires
| Période | Période           | Identité            | Étiquette | Qualité                                                                              |
| ------- | ----------------- | ------------------- | --------- | ------------------------------------------------------------------------------------ |
| 1841    | 1848              | Joseph-Marie Marzin |           | Nommé par le Roi                                                                     |
| 1848    | 1850              | Ange Nicolas        |           |                                                                                      |
| 1850    | 1870              | Joseph-Marie Marzin |           |                                                                                      |
| 1870    | 1881              | Guillaume Baley     |           |                                                                                      |
| 1881    | 1886              | Frédéric Salonne    |           |                                                                                      |
| 1886    | 1893              | Louis Le Floch      |           |                                                                                      |
| 1893    | 1900              | Eugène Caradec      |           |                                                                                      |
| 1900    | 1906              | Louis Le Floch      |           |                                                                                      |
| 1906    | 1908              | Armand Ganoach      |           |                                                                                      |
| 1908    | 1919              | Louis Delaporte     |           |                                                                                      |
| 1919    | 1922              | Ferdinand Deruyter  |           |                                                                                      |
| 1922    | 1927              | Armand Ganoach      |           |                                                                                      |
| 1927    | 1927              | Louis Delaporte     |           |                                                                                      |
| 1927    | 1935              | Jean Treussart      |           |                                                                                      |
| 1935    | 1945              | Jean Derrien        |           |                                                                                      |
| 1945    | 1952              | Jean-Louis Derrien  |           |                                                                                      |
| 1952    | 1953              | Noël Floc'hlay      |           |                                                                                      |
| 1953    | 1959              | Gabriel Le Jollec   |           |                                                                                      |
| 1959    | 1965              | M. Delaporte        |           |                                                                                      |
| 1965    | 1975              | Yves Le Gall        |           |                                                                                      |
| 1975    | 1983              | Max Douguet         |           |                                                                                      |
| 1983    | 1989              | Barthélémy Pradel   |           |                                                                                      |
| 1989    | juin 2004 (décès) | Émile L'Haridon     | PS        | Professeur de mathématiques Président de la CC du Bassin de Châteaulin (2000 → 2001) |
| 2004    | 2008              | Jean Coleno         | SE        | Maître principal de la Marine                                                        |
| 2008    | 2020              | Michel Caro         | SE        | Retraité de la fonction publique                                                     |
| 2020    | En cours          | Gaël Calvar         | SE        | Ingénieur informatique                                                               |

## Économie
- Le groupe Doux : fondées à Nantes en 1933, les industries Doux installent à Port-Launay en 1955 un abattoir de volailles, un centre de négoce et leur siège social. L'entreprise devient dans les deux dernières décennies du XXe siècle « le premier producteur et exportateur de volailles, se transformant en un groupe intégré ( 1200 aviculteurs sont en contrat avec Doux en 2012) maîtrisant tous les métiers de la filière : accouvage, élevage, alimentation, abattage, transformation, conditionnement et transport (il sous-traite l'essentiel du transport terrestre, mais possède 4 cargos frigorifiques) »[52]. Le groupe Doux se spécialise alors surtout dans le "poulet-export", destiné le plus souvent à l'exportation, y compris vers les marchés du Proche-Orient et Moyen-Orient, et exporté sous forme de poulets congelés, Brest devenant un temps le premier port mondial d'exportation de poulets congelés.

L'entreprise essaime alors des abattoirs dans le reste de la Bretagne (poulets à Plouray et à Sérent (Morbihan) ; dindes à Locminé et à Pleucadeuc (abattoir de canards également) et des usines de plats élaborés à Quimper et à La Vraie-Croix (Morbihan) (en tout en Bretagne 1910 salariés en 2011), dans le reste de la France (Chantonnay (Vendée), Laval (Mayenne), Graincourt (Seine-Maritime), Boynes (Loiret), Blancafort (Cher), Le Châtelet (Cher) (en tout 3200 salariés en 2011), dans le reste de l'Europe (Payerne en Suisse, Saragosse et Pontevedra en Espagne, Grimmen en Allemagne et au Brésil (la filiale brésilienne Frangosul employait 6 000 salariés en 2011) dans les états de Mato Grosso do Sul (deux sites) et Rio Grande do Sul (8 sites) où Frangosul possède des couvoirs, des abattoirs et des usines de transformation, travaillant avec plus de 3000 éleveurs et employant plus de 6000 salariés. Le groupe était propriétaire de 24 marques dont le célèbre « Père Dodu ».
Dirigé par son Pdg Charles Doux, fils du fondateur, l'entreprise se trouve en grave difficulté économique : le groupe Doux a dû fermer ou revendre des sites en Bretagne (Locminé), dans le reste de la France (Le Châtelet), ainsi que ses filiales suisse, espagnole, allemande et brésilienne entre 2008 et 2012. Le 1er juin 2012, le groupe Doux a été placé en redressement judiciaire.

## Démographie
L'évolution du nombre d'habitants est connue à travers les recensements de la population effectués dans la commune depuis 1841. Pour les communes de moins de 10 000 habitants, une enquête de recensement portant sur toute la population est réalisée tous les cinq ans, les populations de référence des années intermédiaires étant quant à elles estimées par interpolation ou extrapolation. Pour la commune, le premier recensement exhaustif entrant dans le cadre du nouveau dispositif a été réalisé en 2004.
En 2022, la commune comptait 396 habitants, en évolution de +1,8 % par rapport à 2016 (Finistère : +2,16 %, France hors Mayotte : +2,11 %).
| 1841 | 1846 | 1851 | 1856 | 1861 | 1866  | 1872  | 1876  | 1881  |
| ---- | ---- | ---- | ---- | ---- | ----- | ----- | ----- | ----- |
| 778  | 858  | 926  | 898  | 944  | 1 329 | 1 140 | 1 115 | 1 115 |

| 1886  | 1891  | 1896  | 1901  | 1906  | 1911 | 1921 | 1926 | 1931 |
| ----- | ----- | ----- | ----- | ----- | ---- | ---- | ---- | ---- |
| 1 147 | 1 062 | 1 063 | 1 006 | 1 069 | 953  | 829  | 800  | 700  |

| 1936 | 1946 | 1954 | 1962 | 1968 | 1975 | 1982 | 1990 | 1999 |
| ---- | ---- | ---- | ---- | ---- | ---- | ---- | ---- | ---- |
| 668  | 756  | 616  | 648  | 599  | 543  | 505  | 395  | 464  |

| 2004 | 2006 | 2009 | 2014 | 2019 | 2022 | - | - | - |
| ---- | ---- | ---- | ---- | ---- | ---- | - | - | - |
| 487  | 503  | 446  | 390  | 398  | 396  | - | - | - |

## Monuments et sites
- Le barrage mobile de Guily-Glaz remplace la dernière écluse du canal de Nantes à Brest (dite écluse de mer) par un système permettant d'atténuer les crues de l'Aulne.

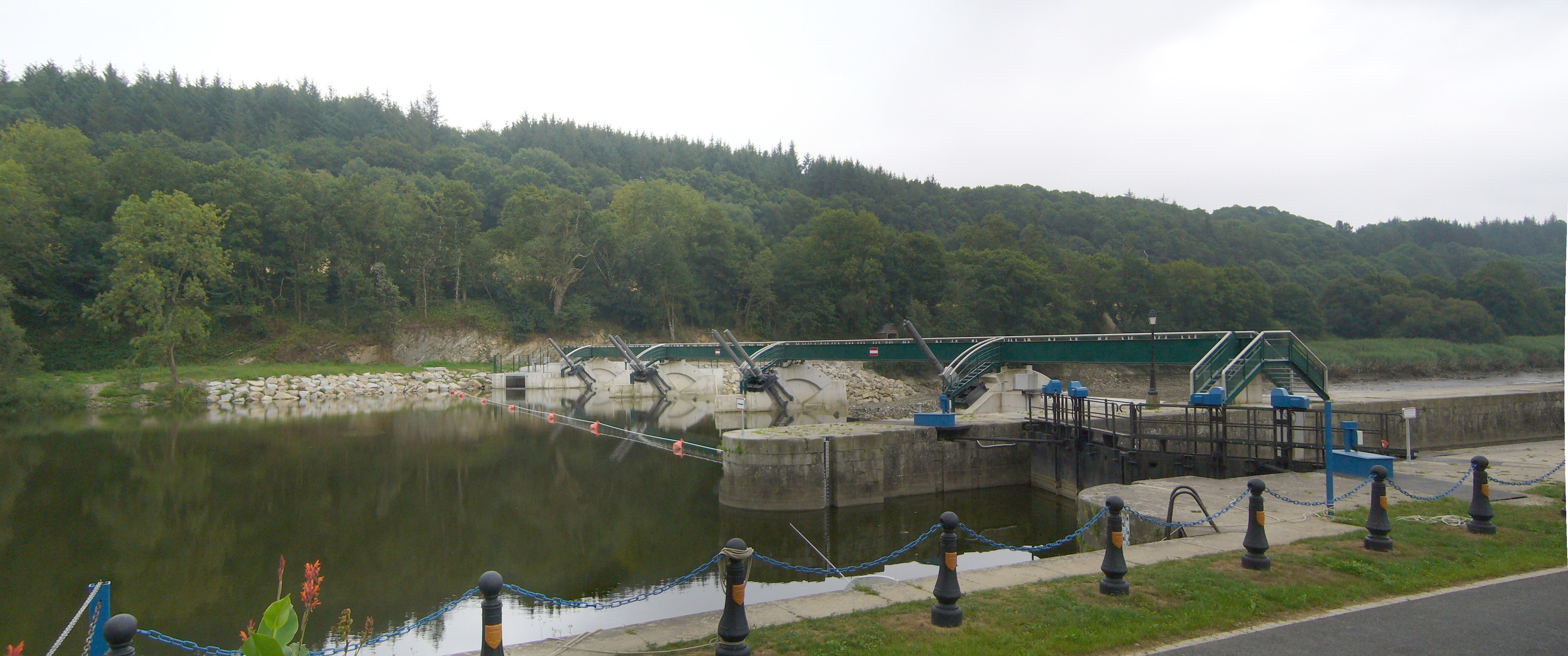
Le barrage mobile de Guily-Glaz.

- La chapelle Saint-Aubin, dédiée à saint Aubin, à Lanvaïdic, date du XVIIe siècle[59].

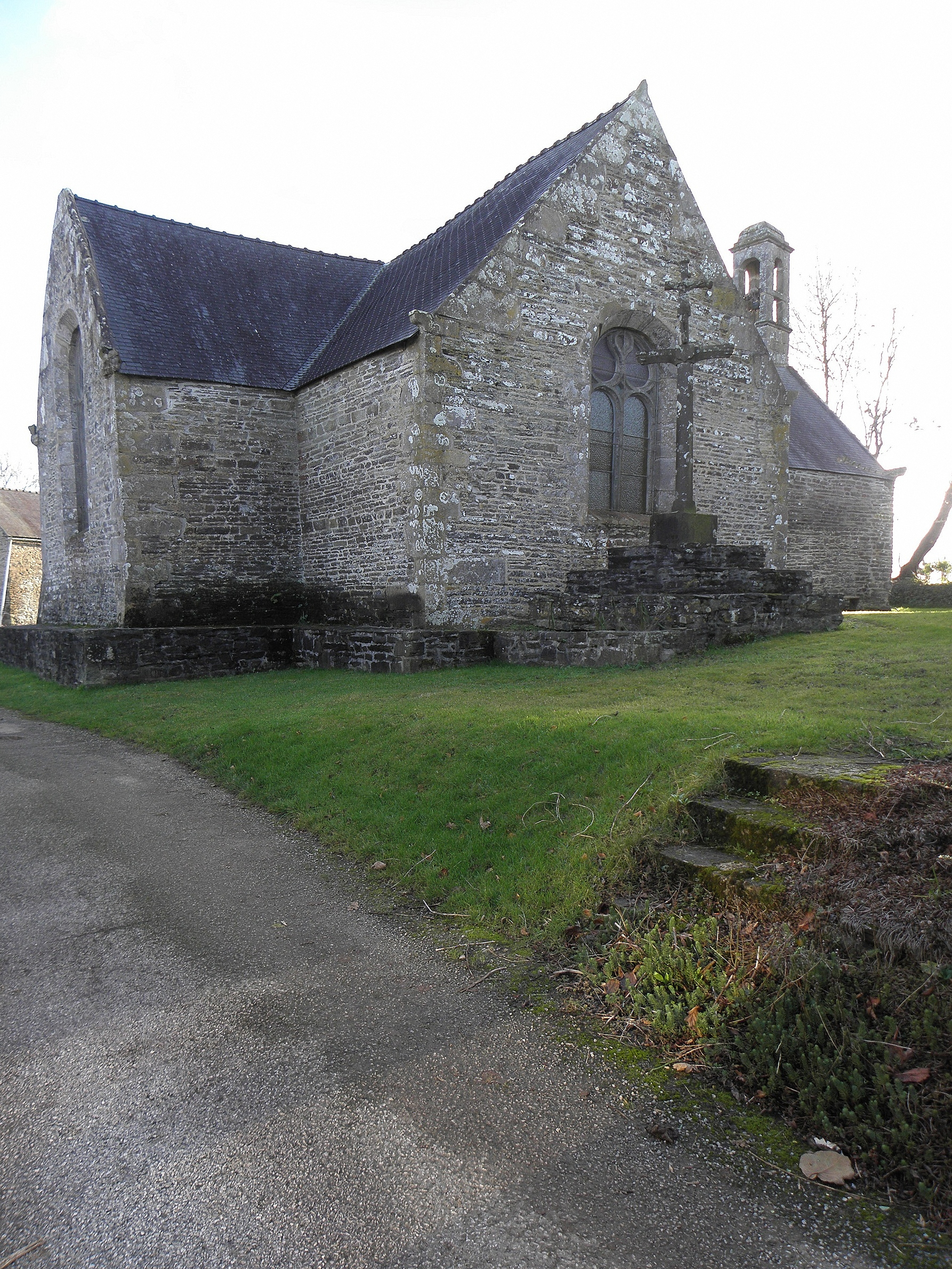
Port-Launay : la chapelle Saint-Aubin à Lanvaïdic, vue extérieure d'ensemble
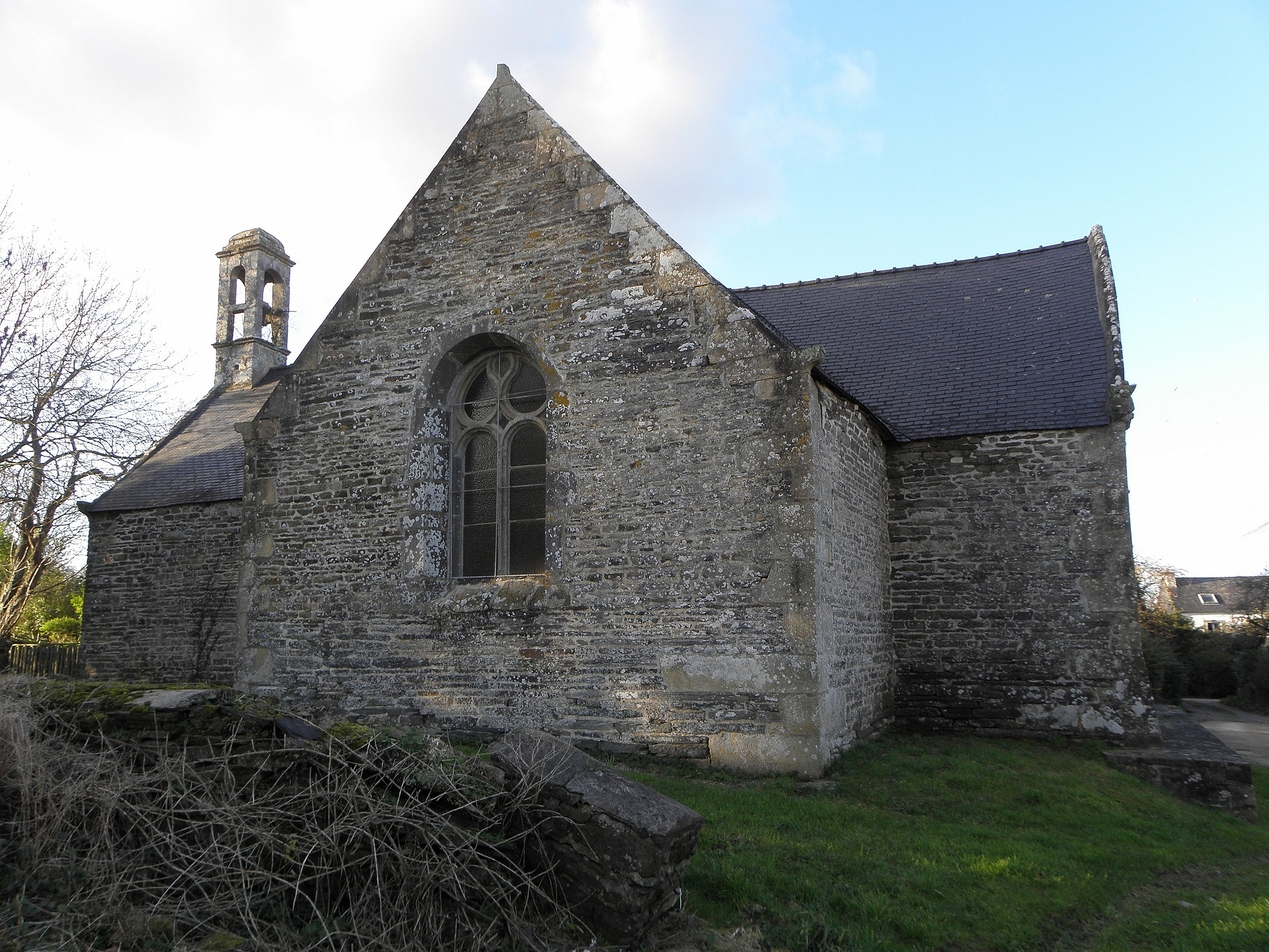
Port-Launay : la chapelle Saint-Aubin à Lanvaïdic, flanc méridional
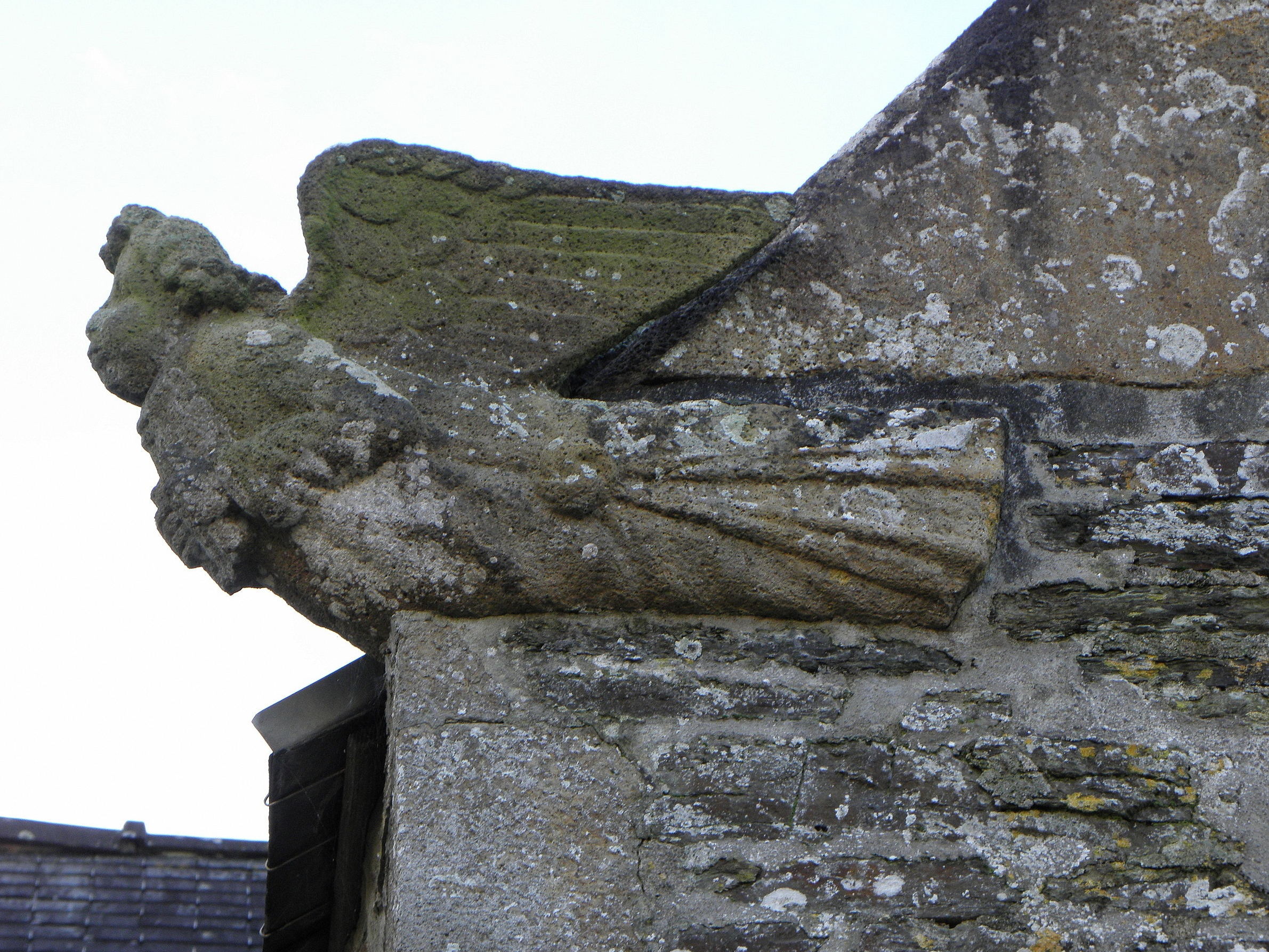
Port-Launay : la chapelle Saint-Aubin à Lanvaïdic, détail sculpté à l'un des angles du chevet
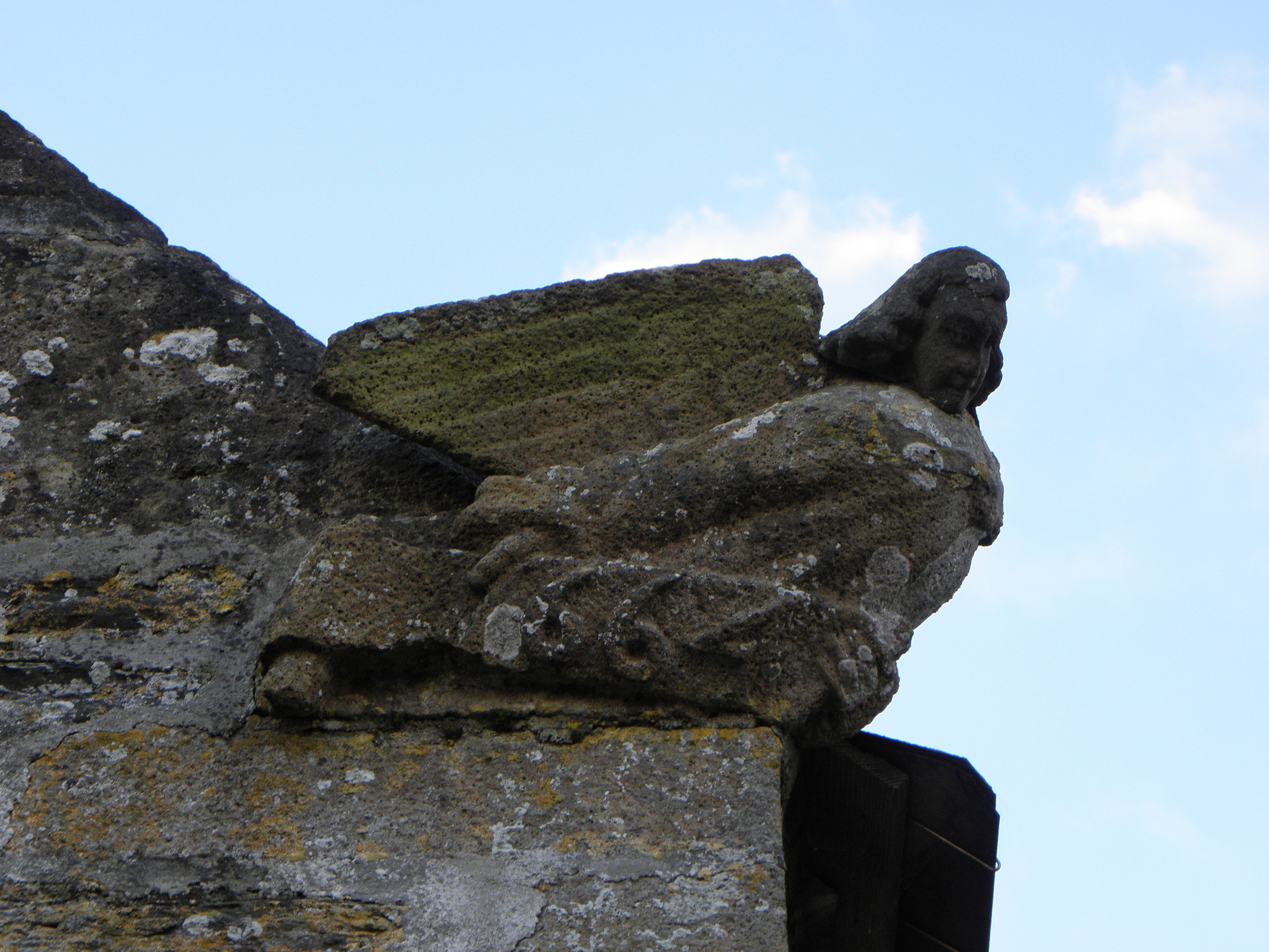
Port-Launay : la chapelle Saint-Aubin à Lanvaïdic, autre détail sculpté à l'un des angles du chevet

- L'église paroissiale Saint-Nicolas, dédiée à saint Nicolas, de style néoclassique, est en forme de croix latine à trois vaisseaux. Elle a été construite dans le troisième quart du XIXe siècle par l'architecte diocésain Joseph Bigot. Son clocher est de style néo-Renaissance[30].

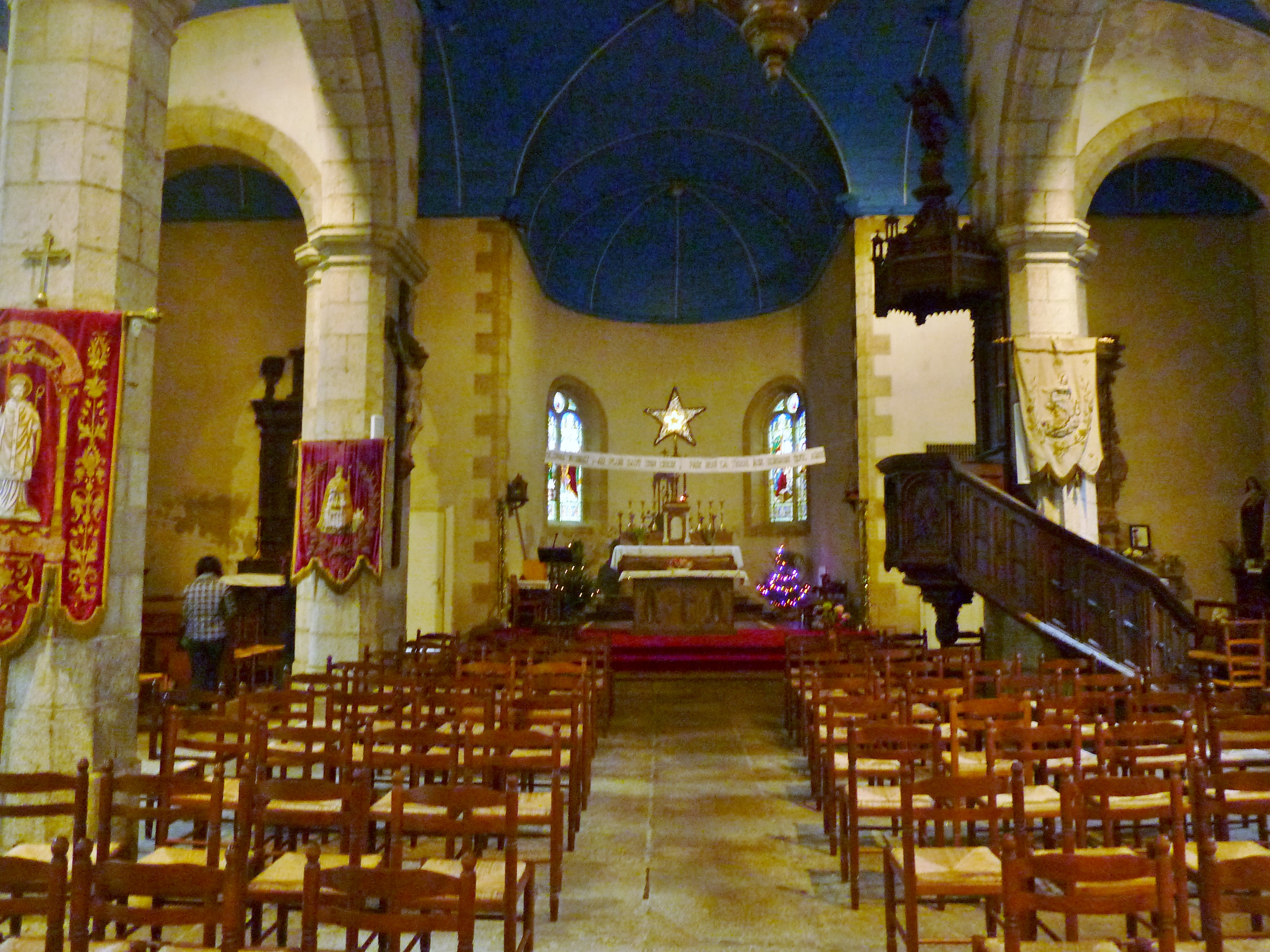
Vue intérieure d'ensemble
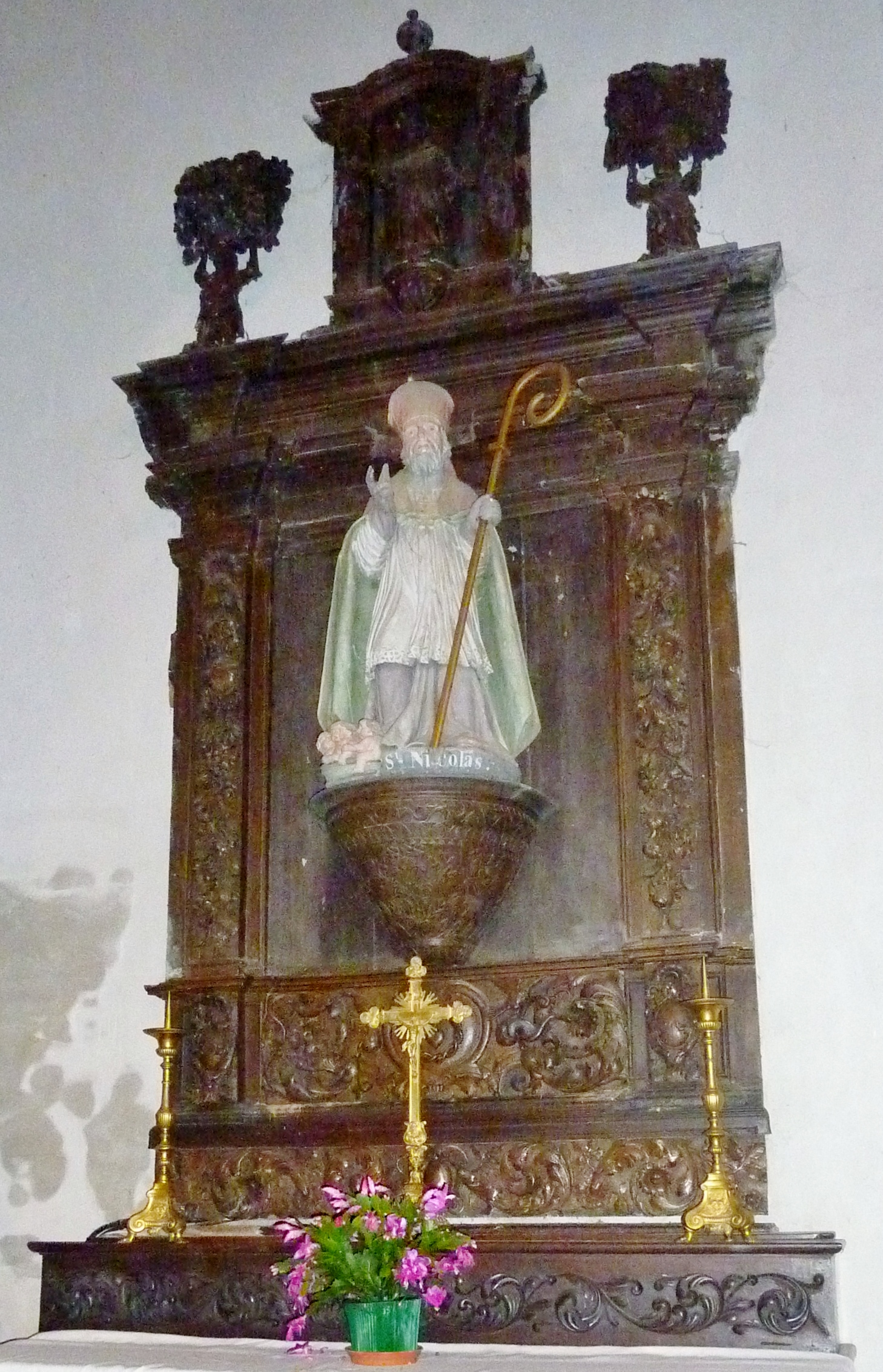
Statue et retable de saint Nicolas
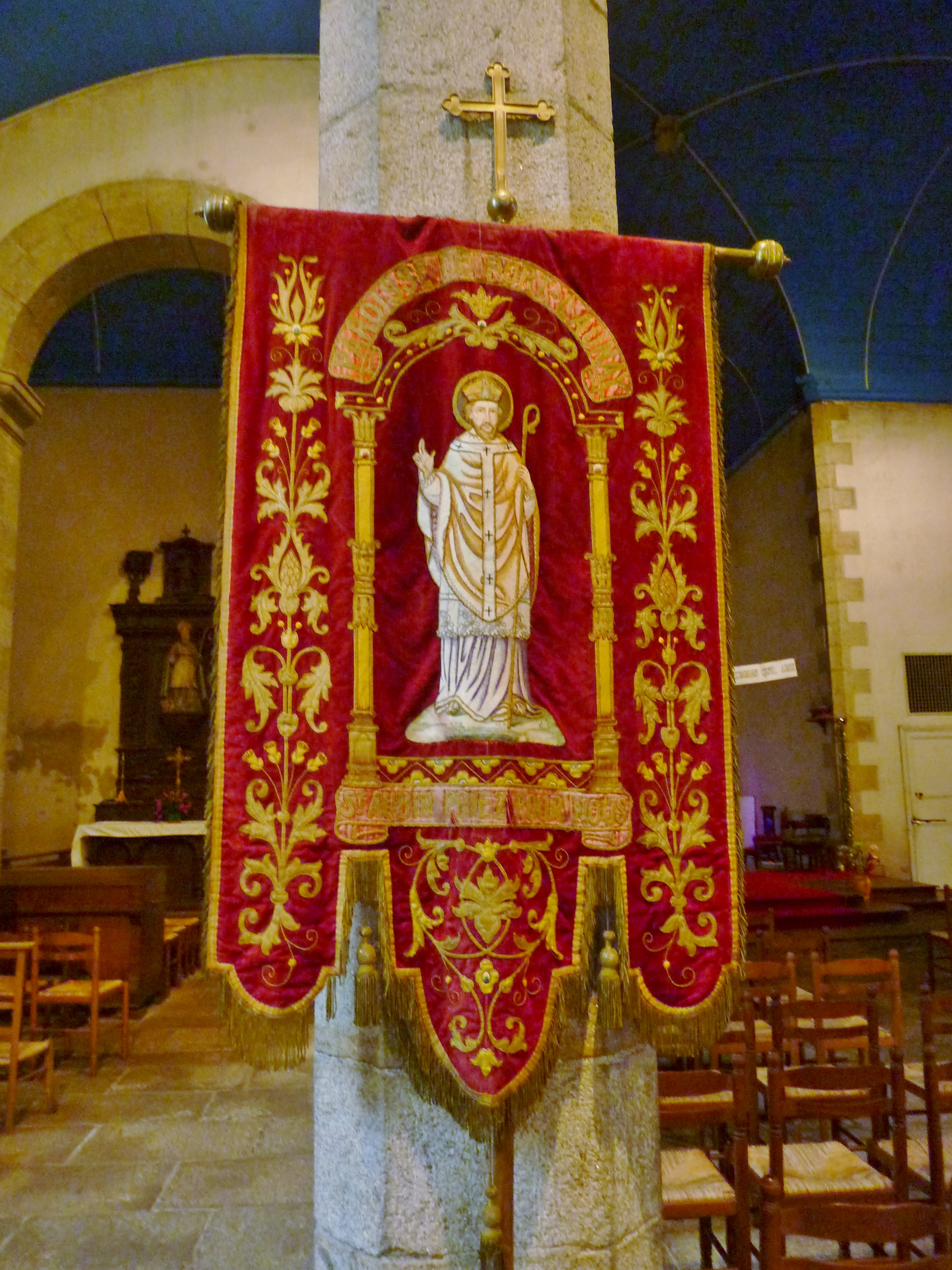
Bannière de procession de saint Nicolas
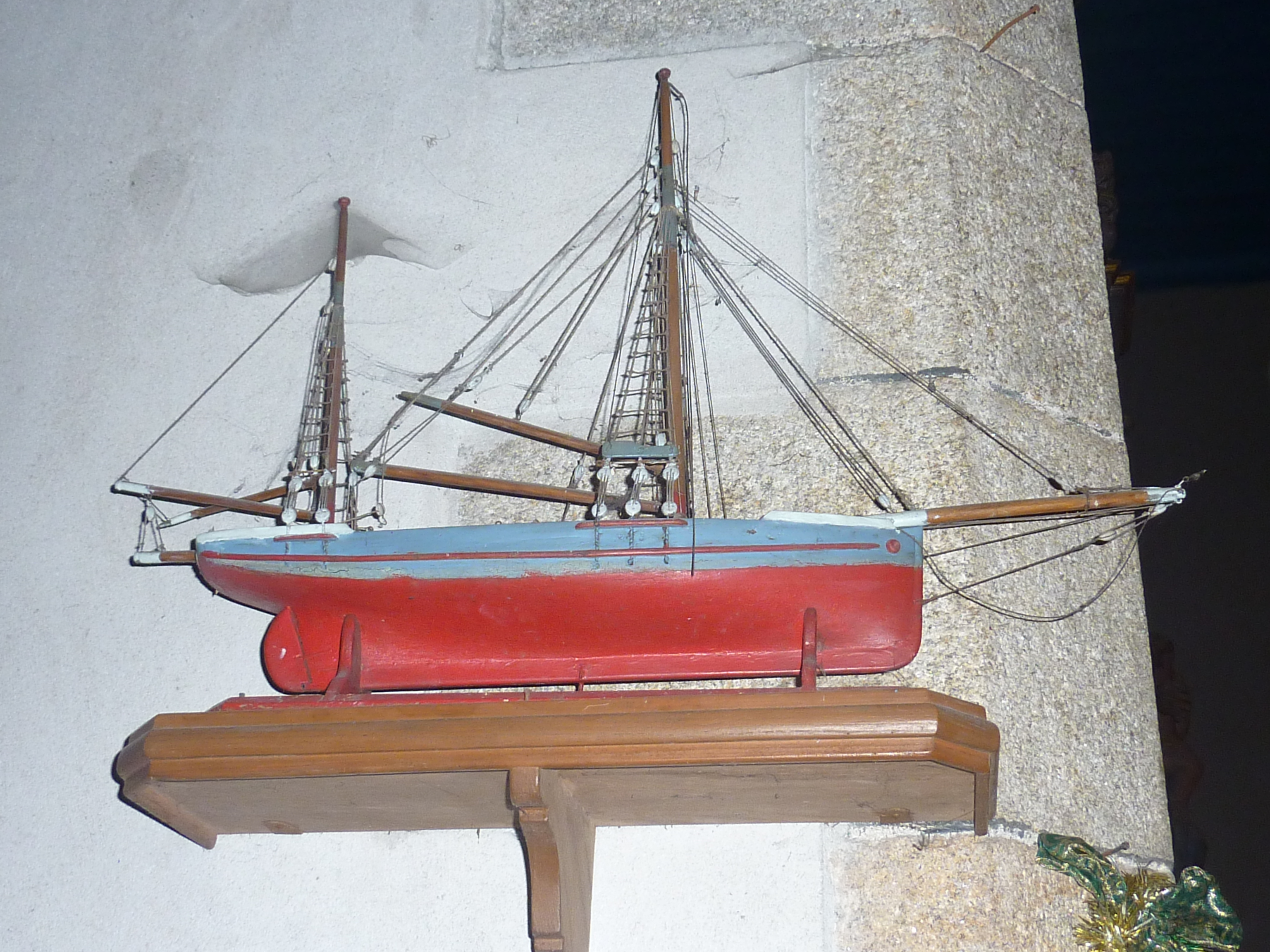
Bateau offert en ex-voto
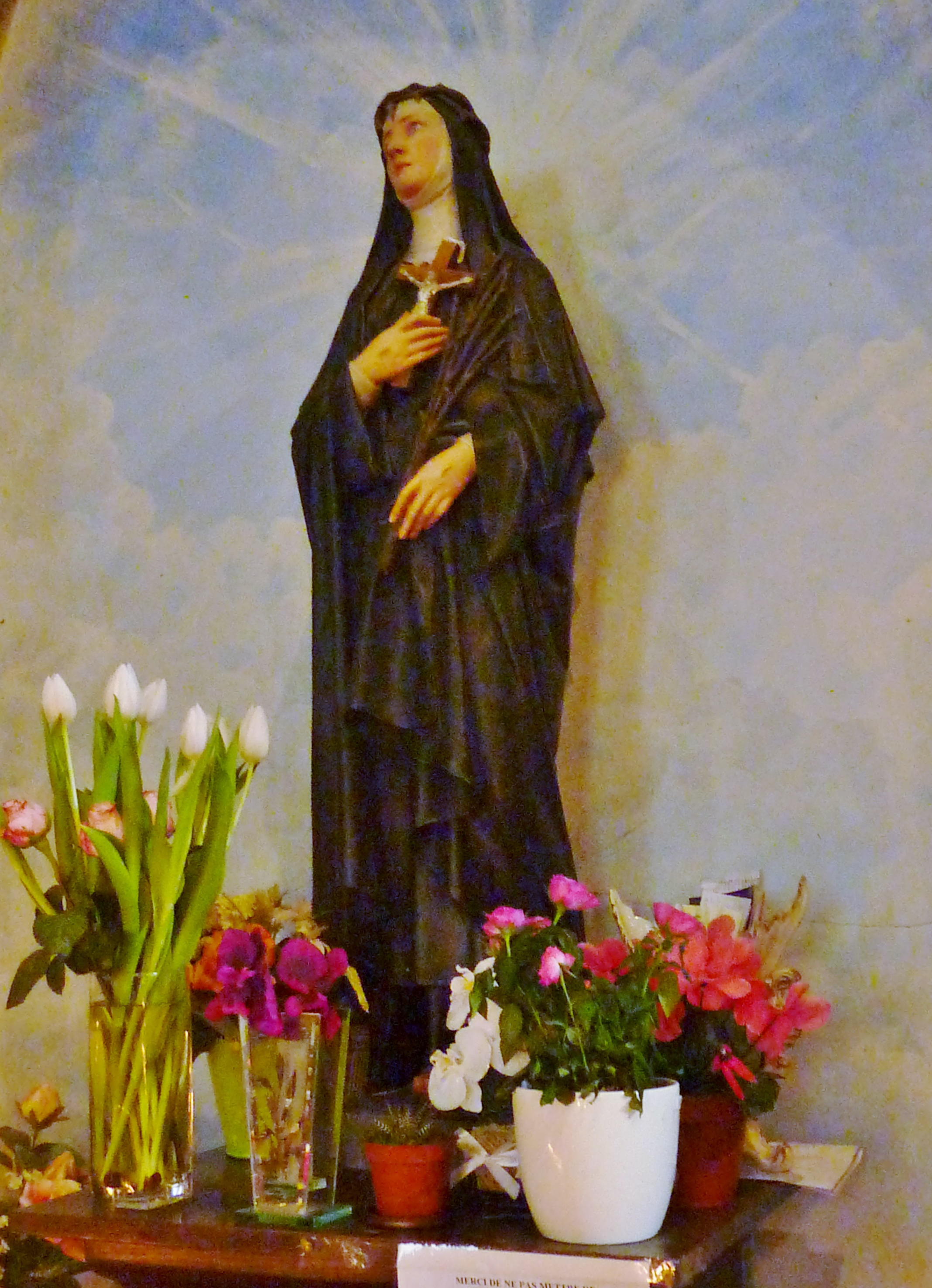
Statue de sainte Rita

- La crèche de Noël de l'église paroissiale remonte à 1853, sa fabrication étant décidée par l'abbé Salaün, alors curé de Port-Launay, avec l'accord du conseil de fabrique, avant même la construction de l'église paroissiale. Les familles aisées de la paroisse furent mises à contribution, chacune habillant l'un des personnages. Les poupées des personnages sont en sciure de bois fortement pressée entourée d'une toile ou de cuir d'agneau ; les têtes sont en carton bouilli ; chaque doigt des mains est composé d'un mince fil de fer entouré d'ouate et recouvert de peau de mouton ; chaque personnage est différent; l'Enfant Jésus est l'œuvre des Carmélites de Morlaix et la tradition, non prouvée, dit que l'Ange serait dû à un bagnard de Brest originaire de Port-Launay. Exposée chaque année au moment de Noël, elle est composée de 25 personnages en costumes bretons représentatifs des costumes alors portés dans divers pays de la Bretagne occidentale (il y en avait plus à l'origine, certains personnages ayant disparu)[60]. Restaurée en 2000, elle est classée monument historique depuis septembre 2000.

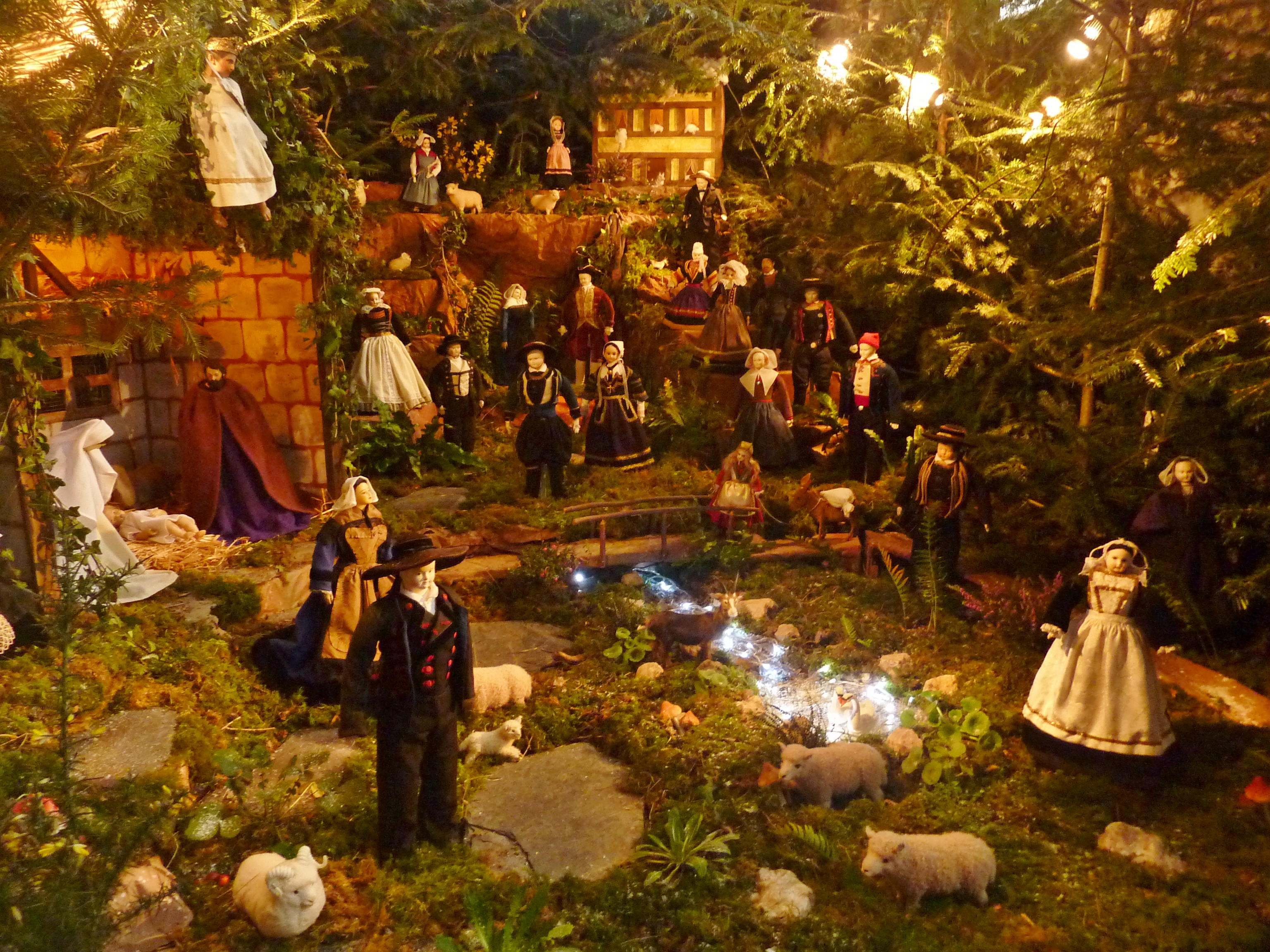
La crèche de Noël Port-Launay : vue d'ensemble
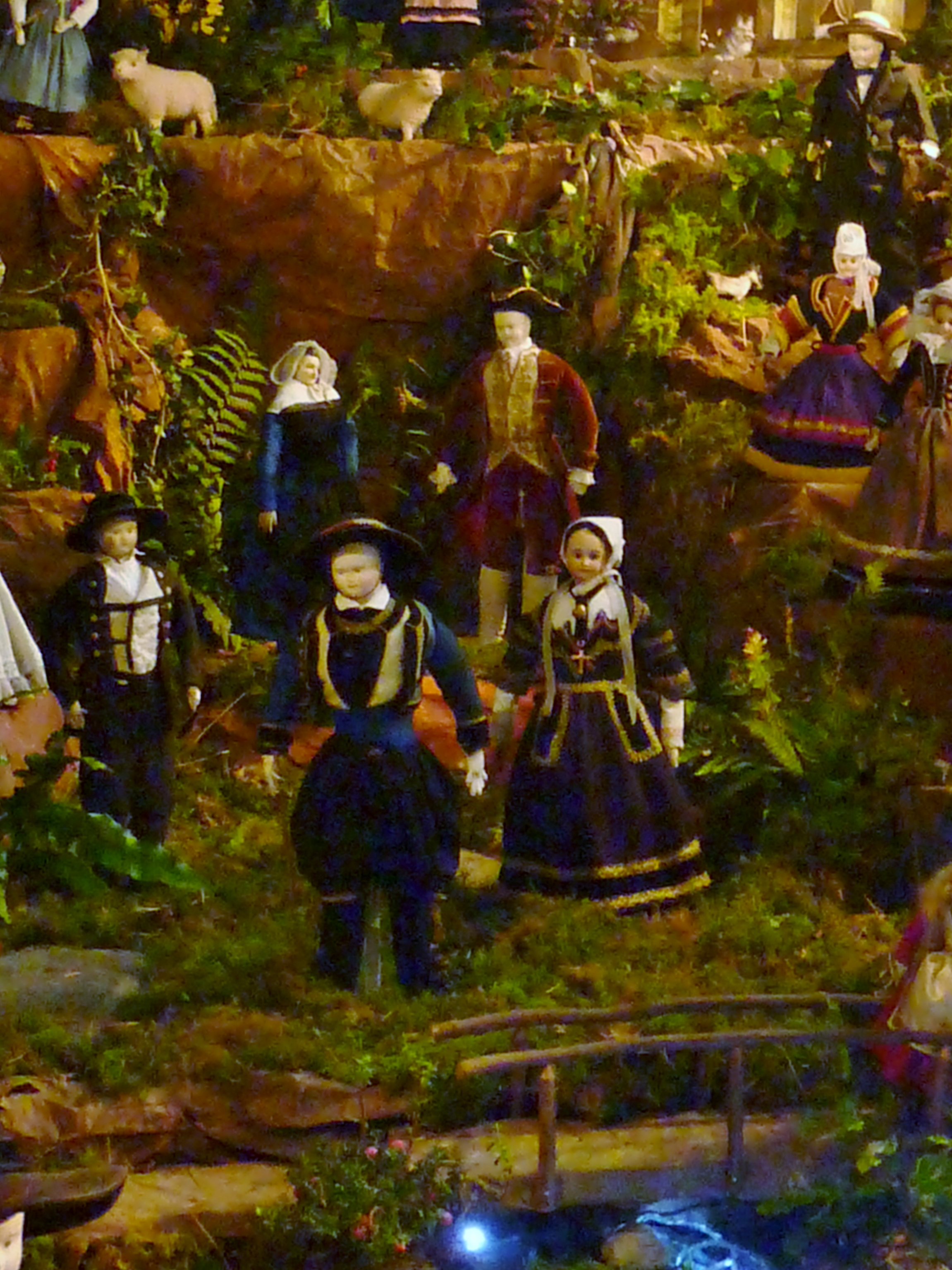
La crèche de Noël de Port-Launay : vue partielle 1
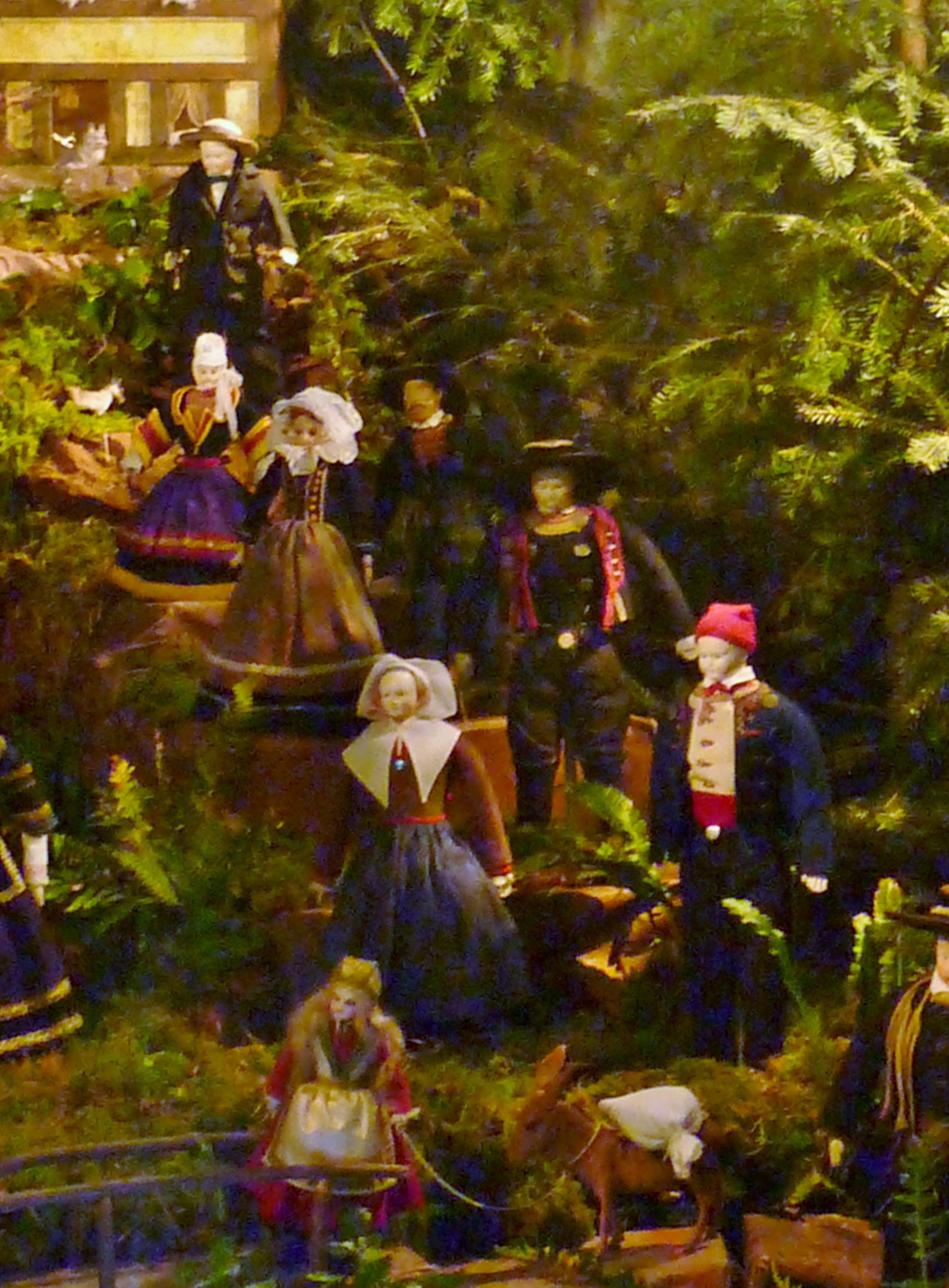
La crèche de Noël de Port-Launay : vue partielle 2
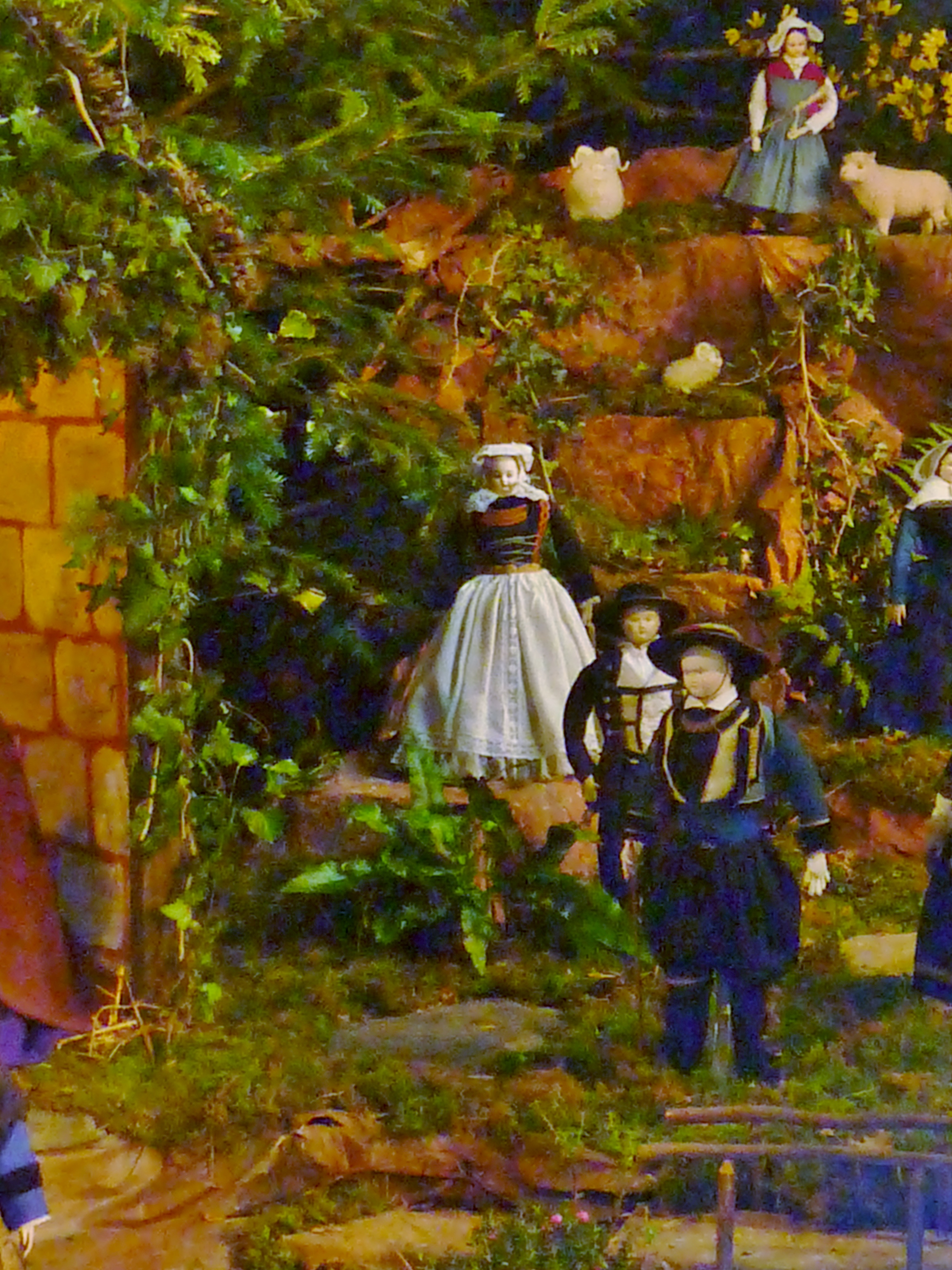
La crèche de Noël de Port-Launay : vue partielle 3
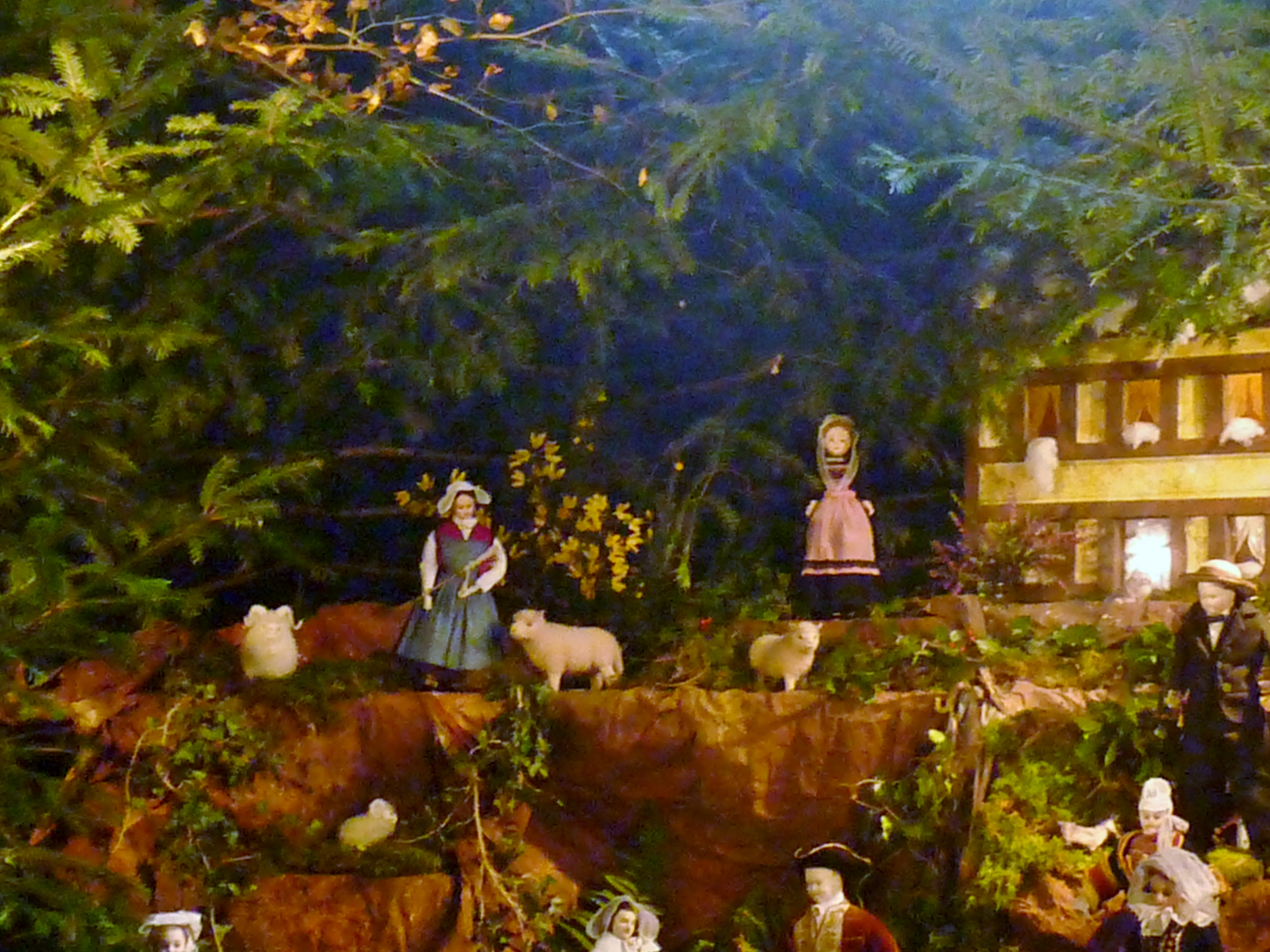
La crèche de Noël de Port-Launay : vue partielle 4
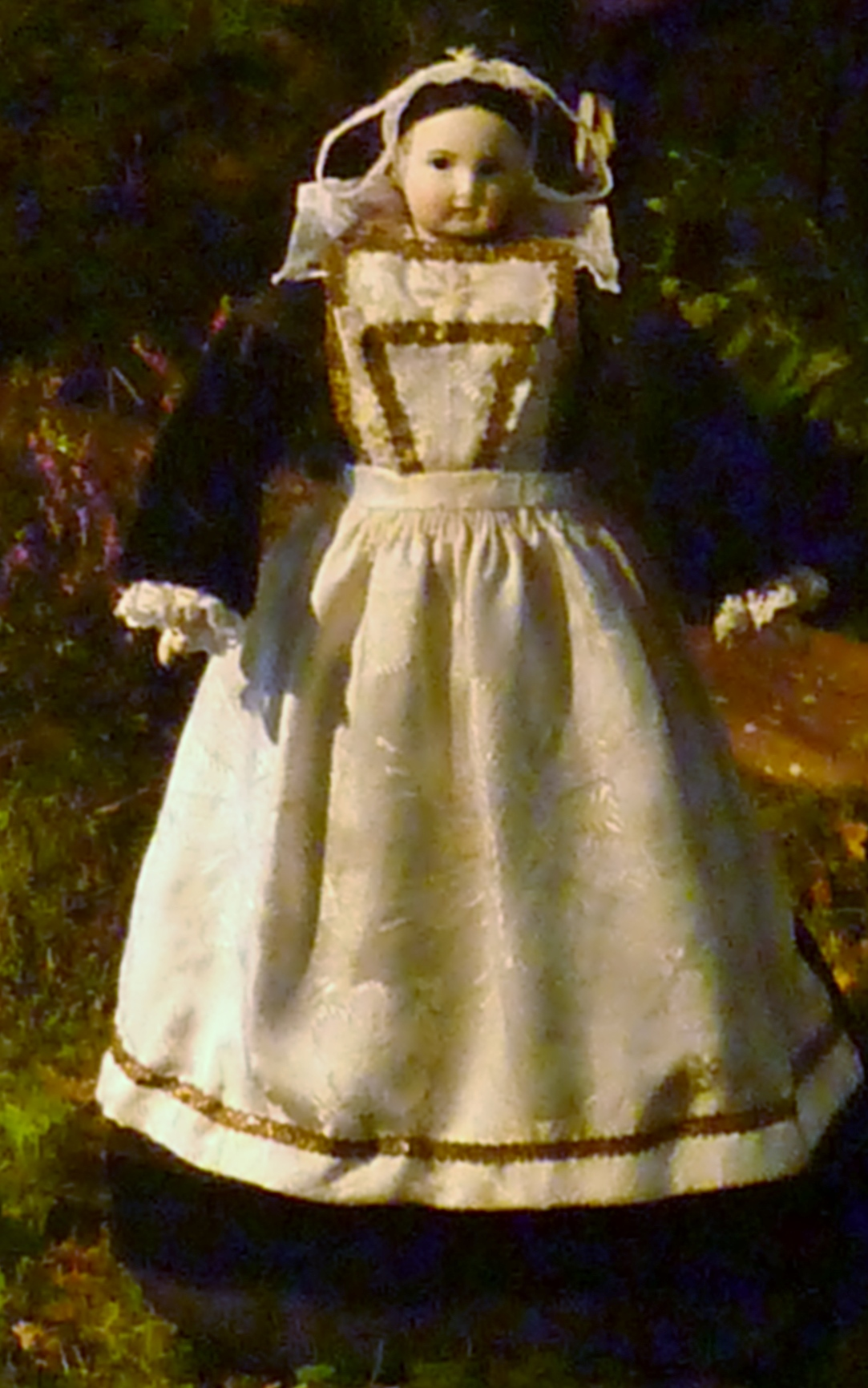
La crèche de Noël de Port-Launay : un des personnages en costume breton
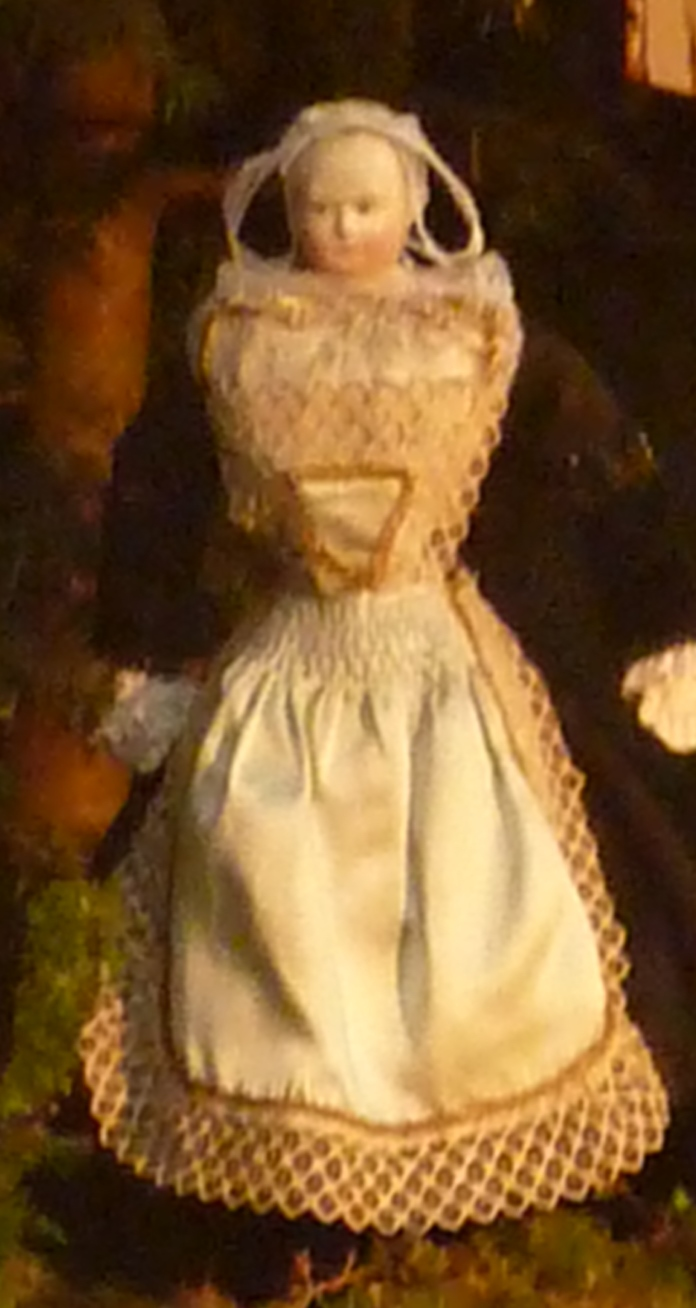
La crèche de Noël de Port-Launay : un autre personnage en costume breton
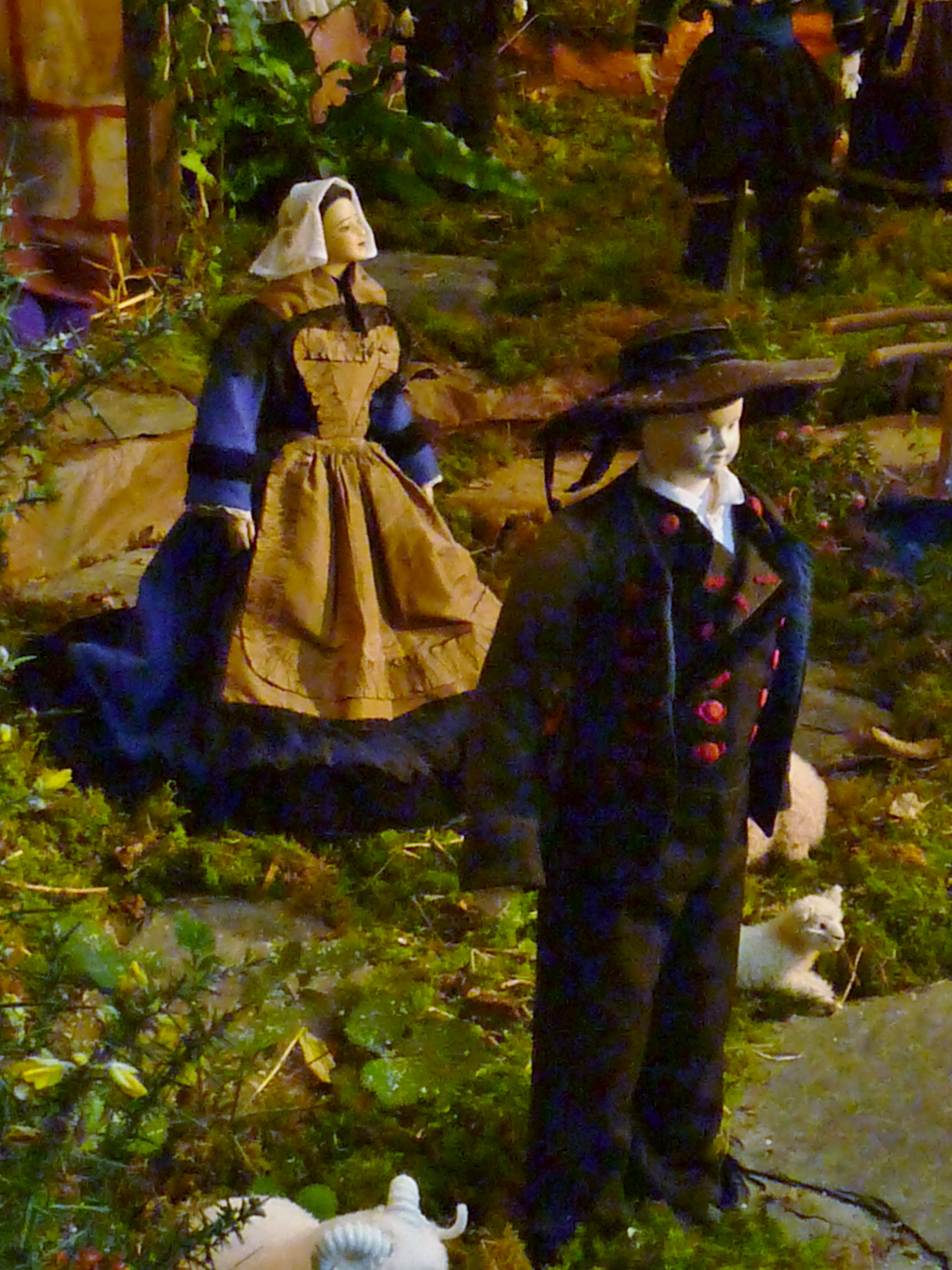
La crèche de Noël de Port-Launay : deux personnages en costumes bretons

## Tableaux
De nombreux peintres ont représenté Port-Launay. Parmi eux :
- Henry Moret : Port-Launay (huile sur bois, 1903, 99 x 75 cm, collection particulière).

## Personnalités liées à la commune
- Noël Urvoas, né en 1918 à Port-Launay ; après une enfance parisienne, il adhère en 1936 aux Jeunesses communistes et part combattre en Espagne au sein des Brigades internationales. Fait prisonnier au début de la Seconde Guerre mondiale en 1940, il s'évade du camp allemand où il est interné ; arrêté de nouveau en 1942 par la Gestapo, il parvient à s'évader et se réfugie à Berrien où il rejoint le groupe local de résistants FTP, puis le 1er bataillon FFI dans la région de Concarneau. Il est décédé en 1990[61].
- Max Douget